# 江口拓也
江口 拓也（えぐち たくや、1987年5月22日 - ）は、日本の男性声優、歌手。東京都世田谷区生まれ、茨城県育ち。81プロデュース所属。

## 略歴

### 生い立ち
高校2年の時、深夜テスト勉強中になんとなくつけた小野坂昌也のラジオ番組に面白さを感じ、声優に興味を持ち、アニメ・漫画・ゲームが好きだったこともあり、声優を目指そうと思う。高校生の頃に熱中したテレビアニメ『おねがい☆ツインズ』も声優を目指したきっかけになった。父が『クレヨンしんちゃん』が好きだったため、夜7時台のアニメは家族で観ており、声優の声に親しみはあったという。
高校卒業後、新聞奨学生として日本工学院専門学校に通う。

### キャリア
2007年、第1回81オーディション合格。日本工学院専門学校に通いながら、81プロデュースの養成所に通う。
2008年、『真救世主伝説 北斗の拳 トキ伝』で声優デビュー。
2011年、『GOSICK -ゴシック-』久城一弥役でアニメ初主演。
2011年4月、木村良平、代永翼の3人で音楽ユニット「Trignal」を結成。
2011年8月、小野友樹と自主企画チーム「Teamゆーたく」を結成。
2012年、第6回声優アワードにて新人男優賞を受賞。
2012年12月12日、「Trignal」としてKiramuneよりミニアルバム『PARTY』でCDデビュー。
2013年4月24日、「Teamゆーたく」の活動は継続しながら、並行して「ゆーたくII」として新たにメジャーデビュー。
2015年10月、『ニュータイプアニメアワード2015』にて男性声優賞を受賞し、『やはり俺の青春ラブコメはまちがっている。続』で演じた比企谷八幡も男性キャラクター賞を同じく受賞。
2017年10月、クロジ『銀の国 金の歌』槌谷役で舞台初出演。

### 現在まで
2022年、第9回Yahoo!検索大賞声優部門で7位を獲得。
2023年、第17回声優アワードにて主演声優賞、MVSをダブルで受賞。

## 人物・エピソード
高校2年の時に、生徒会長を務めた。高校時代はコンビニでアルバイトをしていた。
2歳下の妹がいる。

### 趣味・嗜好
趣味・特技はバスケットボール・料理。中学時代はバスケットボール部に所属し、3年にはキャプテンを務めた。
小さい頃から牛乳が好きで毎日飲んでいたが、家族も背が高いので遺伝だと言っている。
カレーを好きになったのは、野菜を食べられなかったが、カレーに入った野菜は食べられたから。食べやすいと言う理由で、カレー、ラーメン、ハンバーグなどを好んで食べているが、一番好きなのはご飯で、全ては白飯を引き立たせるためのものだと言う。辛いものが好き。
お酒が好きで、ビールをよく飲む。夜お酒を飲んで、そこで初めて1日がオフになるという感じがするので、趣味のような感覚で飲むようになった。先輩後輩と飲みに行ったり、ゲームアプリをしながら一人飲みする。
ファッションが好きで、『声優パラダイスR』で「モテ服PRESS」を連載し、それをまとめたフォトブック「江口拓也のモテ服PRESSコンプリートフォトBOOK」を出版。
独創的な絵を描くことで知られており、LINEスタンプのリリース、4コマ漫画の連載と書籍化、アパレルメーカー「MASAKA株式会社」とコラボレーションしたアパレル＆雑貨「EGUMI」の立ち上げなど様々な分野でイラスト展開されている。また、神谷浩史の配信限定シングル「イズムリズム」のダウンロード特典のイラスト待受は、本人からオファーを受ける。

### 交友・対人関係
島﨑信長との出会いは、第1回81オーディションで、最終選考に男性で残った2人だった。数年後、収録現場で声優になった島崎と再会する。
声優の堀井茶渡、ライトノベル作家の渡航と仲が良く、「えぐわたちゃど」としてイベントやDVDに参加している。

## 出演
太字はメインキャラクター。

### テレビアニメ
2008年
- ゴルゴ13（駐車係）
- ライブオン CARDLIVER 翔（大空ツバメ、ブラッシュ〈成体〉、6年生男子）

2009年
- アキカン!（男子生徒）
- 空中ブランコ（雄太の友人）
- 極上!!めちゃモテ委員長（杉村太一、男子）
- 戦う司書 The Book of Bantorra（ヒョウエ＝ジャンフス）
- 東のエデン（大杉智）

2010年
- えむえむっ!（男子A、男性客A）
- 刀語（真庭孑々）
- けいおん!!（店員）
- 生徒会役員共（店員）
- ぬらりひょんの孫（鼠妖怪）
- ひめチェン!おとぎちっくアイドル リルぷりっ（家臣、桃太郎、男の子、通行人、サーファーB 他）
- ポケットモンスター ベストウイッシュ（2010年 - 2011年、イシズマイ、コロモリ、トレーナー）
- メタルファイト ベイブレード 爆（客B）

2011年
- イナズマイレブンGO（2011年 - 2013年、雨宮太陽、古手川咲夫、磯崎研磨、エンギル、ジプス、ギリス） - 2シリーズ
- GOSICK -ゴシック-（久城一弥）
- セイクリッドセブン（生徒2）
- 世界一初恋（店員）
- 戦国☆パラダイス -極-（真田幸村）
- バクマン。（若者）
- バトルスピリッツ 覇王（対戦相手）
- 緋弾のアリア（不知火亮）
- 遊☆戯☆王ZEXAL（速見秀太）

2012年
- アドリブアニメ研究所（風男）
- イクシオン サーガ DT（2012年 - 2013年、火風紺）
- 妖狐×僕SS（渡狸卍里）
- 織田信奈の野望（相良良晴）
- カンピオーネ! 〜まつろわぬ神々と神殺しの魔王〜（サルバトーレ・ドニ）
- 機動戦士ガンダムAGE（アセム・アスノ）
- 黒子のバスケ（2012年 - 2015年、小金井慎二） - 3シリーズ
- ゼロの使い魔F（騎士B）
- 戦国コレクション（甥）
- ソードアート・オンライン（2012年 - 2020年、ダッカー） - 2シリーズ
- 謎の彼女X（有間）

2013年
- ガンダムビルドファイターズ（ルワン・ダラーラ）
- THE UNLIMITED 兵部京介（伊・八號）
- バトルスピリッツ ソードアイズ（ルベル）
- ビーストサーガ（オーガ）
- ポケットモンスター THE ORIGIN（グリーン）
- ポケットモンスター ベストウイッシュ シーズン2 エピソードN（チェレン）
- 魔界王子 devils and realist（ウイリアム・トワイニング）
- ムシブギョー（恋川春菊）
- やはり俺の青春ラブコメはまちがっている。（2013年 - 2020年、比企谷八幡） - 3シリーズ

2014年
- 人生相談テレビアニメーション「人生」（柴犬好き）
- そにアニ -SUPER SONICO THE ANIMATION-（司会者）
- ダイヤのA（2014年 - 2015年、真木洋介） - 2シリーズ
- ハマトラ（マオ） - 2シリーズ
- ひめゴト（田所、写真部員B、カメコC）
- LOVE STAGE!!（一条龍馬）

2015年
- アブソリュート・デュオ（煌闇の災核〈ダークレイ・ディザスター〉）
- 俺物語!!（剛田猛男）
- ケイオスドラゴン 赤竜戦役（緋エン）
- ハイキュー!! セカンドシーズン（照島遊児）
- 美男高校地球防衛部LOVE!（宗左円覚）
- ベイビーステップ（平敦士）
- ヤング ブラック・ジャック（ジョウ、オクチン）

2016年
- この素晴らしい世界に祝福を!（2016年 - 2024年、ミツルギ） - 3シリーズ
- Re:ゼロから始める異世界生活（2016年 - 2025年、ユリウス） - 5シリーズ / 2020年に第1期新編集版が放送
- アクティヴレイド -機動強襲室第八係-（犯人A）
- うたわれるもの 偽りの仮面（ヤクトワルト）
- ガーリッシュナンバー（十和田AP）
- ダンガンロンパ3 -The End of 希望ヶ峰学園- 未来編 / 絶望編（十六夜惣之助）
- D.Gray-man HALLOW（マダラオ）
- とんかつDJアゲ太郎（箱崎保）
- 91Days（ネロ）
- 虹色デイズ（松永智也）
- 初恋モンスター（枕崎宗光）
- ブブキ・ブランキ 星の巨人（白靖承）
- プリンス・オブ・ストライド オルタナティブ（千代松万太郎）
- マジきゅんっ!ルネッサンス（響奏音）
- ルガーコード1951（アレックス・ロッサ軍曹）

2017年
- 超・少年探偵団NEO（7代目怪人二十面相）
- セイレン（荒木達也）
- ドラえもん（テレビ朝日版第2期）（兄）
- アキンド星のリトル・ペソ（ルーブル）
- 笑ゥせぇるすまんNEW（中島健一）
- サクラダリセット（中野智樹）
- Caribadix（2017年 - 2019年、ディキー、内山田、チッパー） - 2シリーズ
- 王室教師ハイネ（ローゼンベルク）
- 朝だよ!貝社員（ヒ貝、ツメタ貝）
- ロクでなし魔術講師と禁忌教典（シオン＝レイフォード）
- Re:CREATORS（カンナギリュウスケ）
- サクラクエスト（門田丑松（高校生））
- 無責任ギャラクシー☆タイラー（ヤマモト）
- 十二大戦（断罪兄弟・兄）
- TSUKIPRO THE ANIMATION（2017年 - 2021年、篁志季、志季） - 2シリーズ
- DYNAMIC CHORD（香椎玲音）
- マーベル フューチャー・アベンジャーズ（ファルコン）

2018年
- アイドリッシュセブン（2018年 - 2023年、六弥ナギ） - 4シリーズ
- サンリオ男子（長谷川康太）
- ラーメン大好き小泉さん（中谷）
- あはれ!名作くん（2018年 - 2022年、つる公、高菜、ビッグロボBのナレーション、プロペラ丸太ガム、ヘラクレスオオムカデ 他）
- 美男高校地球防衛部HAPPY KISS!（カルルス）
- ダーリン・イン・ザ・フランキス（9'γ）
- 宇宙戦艦ティラミス（スバルB / スバル・ビヨンド） - 2シリーズ
- かくりよの宿飯（千秋）
- 千銃士（シャスポー）
- 中間管理録トネガワ / 1日外出録ハンチョウ（堂下浩次）
- バキ（2018年 - 2020年、花山薫） - 2シリーズ
- ぐらんぶる（2018年 - 2025年、野島元） - 2シリーズ
- BAKUMATSU（2018年 - 2019年、桂小五郎） - 2シリーズ
- メルクストーリア -無気力少年と瓶の中の少女-（ベルナー）
- 転生したらスライムだった件（2018年 - 2024年、オーガ達 / ソウエイ） - 4シリーズ

2019年
- W'z《ウィズ》（ガイ / 岸和田凱）
- Dimensionハイスクール（スプーディオ22世）
- グリムノーツ The Animation（タオ、船員B、アラジン、カオス・アラジン）
- B-PROJECT シリーズ（2019年 - 2023年、殿弥勒） - 2シリーズ
- ドメスティックな彼女（栗本文哉）
- この世の果てで恋を唄う少女YU-NO（豊富秀夫、デオ）
- 異世界かるてっと（2019年 - 2020年、ユリウス） - 2シリーズ
- うちの娘の為ならば、俺はもしかしたら魔王も倒せるかもしれない。（ラグ）
- ギヴン（梶秋彦）
- あんさんぶるスターズ!（日々樹渉）
- フルーツバスケット（2019年 - 2021年、真鍋翔） - 3シリーズ
- 魔入りました!入間くん（2019年 - 2023年、ザガン・ジョニー・ウエスタン） - 3シリーズ
- ACTORS -Songs Connection-（秋月甲斐）
- スタンドマイヒーローズ PIECE OF TRUTH（服部耀）

2020年
- ARP Backstage Pass（秘書）
- 神之塔 -Tower of God-（2020年 - 2024年、シビス） - 3シリーズ
- A3!（皇天馬） - 2シリーズ
- 魔王学院の不適合者 〜史上最強の魔王の始祖、転生して子孫たちの学校へ通う〜（ゼペス・インドゥ）
- 『ヒプノシスマイク -Division Rap Battle-』Rhyme Anima（2020年 - 2023年、五斗山頁） - 2シリーズ
- ぐらぶるっ!（ヴェイン）
- 名探偵コナン（酒井千登勢）

2021年
- オルタンシア・サーガ（ロイ・バッシュロ）
- 2.43 清陰高校男子バレー部（神野龍大）
- 転生したらスライムだった件 転スラ日記（ソウエイ）
- 聖女の魔力は万能です（2021年 - 2023年、ヨハン・ヴァルデック） - 2シリーズ
- 東京リベンジャーズ（2021年 - 2023年、半間修二） - 3シリーズ
- NIGHT HEAD 2041（多田野トオル）
- 遊☆戯☆王SEVENS（ユウロ）
- MUTEKING THE Dancing HERO（DJ）
- 終末のハーレム（2021年 - 2022年、火野恭司）
- ヴィジュアルプリズン（サガ・ラトゥール）
- 鬼滅の刃 無限列車編（結核の青年）
- 王様ランキング（2021年 - 2023年、ドーマス） - 2シリーズ
- さんかく窓の外側は夜（磯垣茂男）

2022年
- 失格紋の最強賢者（デシリル）
- ヒロインたるもの!〜嫌われヒロインと内緒のお仕事〜（柴崎健）
- SPY×FAMILY（2022年 - 2023年、ロイド・フォージャー） - 3シリーズ
- 遊☆戯☆王ゴーラッシュ!!（2022年 - 2025年、ズウィージョウ）
- アオアシ（金田晃教）
- 骸骨騎士様、只今異世界へお出掛け中（ダンカ）
- 境界戦機（ザック・テイラー）
- うたわれるもの 二人の白皇（ヤクトワルト）
- 異世界薬局（パッレ・ド・メディシス）
- 後宮の烏（欒冰月）
- うちの師匠はしっぽがない（椿白團治）
- VAZZROCK THE ANIMATION（篁志季）

2023年
- 魔術士オーフェンはぐれ旅（ヘルパート） - 2シリーズ
- 神達に拾われた男2（フェルノベリア）
- ブルーロック（2023年 - 2024年、雪宮剣優） - 2シリーズ
- 虚構推理 Season2（十条寺良太郎）
- ちびゴジラの逆襲（ちびギドラ）
- デッドマウント・デスプレイ（岩野目ツバキ） - 2シリーズ
- マッシュル-MASHLE-（2023年 - 2024年、ドット・バレット） - 2シリーズ
- この素晴らしい世界に爆焔を!（魔剣の勇者）
- 自動販売機に生まれ変わった俺は迷宮を彷徨う（2023年 - 2025年、ミシュエル） - 2シリーズ
- キャプテン翼シーズン2 ジュニアユース編（2023年 - 2024年、マーガス）
- ラグナクリムゾン（シャンティオラス）
- 葬送のフリーレン（シュトルツ）

2024年
- 休日のわるものさん（ソウテンブルー）
- エグミレガシー（ナレーション、レジェンダリー・ファイナル・クライマックス・ボム、ゴールデンボムリーバー）
- しかのこのこのここしたんたん（燕谷善治）
- 黄昏アウトフォーカス（稲葉礼）
- デリコズ・ナーサリー（石舟）

2025年
- ハニーレモンソーダ（緑先生）
- 勘違いの工房主〜英雄パーティの元雑用係が、実は戦闘以外がSSSランクだったというよくある話〜（ダンゾウ）
- フードコートで、また明日。（ゲームキャラ）
- キミと越えて恋になる（飛高繋）
- グノーシア（沙明）
- 矢野くんの普通の日々（大宮先生）

2026年
- あかね噺（練磨家からし）

### 劇場アニメ
2009年
- 東のエデン 劇場版（2009年 - 2010年、大杉智） - 2部作

2010年
- 劇場版ポケットモンスター ダイヤモンド&パール 幻影の覇者 ゾロアーク（ヤルキモノ）
- 劇場版メタルファイト ベイブレードVS太陽 灼熱の侵略者ソルブレイズ（アトランティス兵）
- 昆虫物語 みつばちハッチ〜勇気のメロディ〜（アリヨン）

2012年
- 劇場版イナズマイレブンGO vs ダンボール戦機W（雨宮太陽）

2017年
- 劇場版 黒子のバスケ LAST GAME（小金井慎二）

2018年
- 劇場版ときめきレストラン☆☆☆ MIRACLE6（神崎透）

2019年
- 劇場版 王室教師ハイネ（ローゼンベルク）
- 劇場版 誰ガ為のアルケミスト（オーティマ）

2020年
- 巨蟲列島（甲斐和彦）
- 映画 ギヴン（2020年 - 2024年、梶秋彦） - 2作品
- 劇場版 鬼滅の刃 無限列車編（結核の青年）
- HoneyWorks 10th Anniversary "LIP×LIP FILM×LIVE"（柴崎健）

2022年
- 機動戦士ガンダム ククルス・ドアンの島（オスカ・ダブリン）
- カメの甲羅はあばら骨（ライオン寺ライ王）
- 劇場版 転生したらスライムだった件 紅蓮の絆編（ソウエイ）

2023年
- 劇場版アイドリッシュセブン LIVE 4bit BEYOND THE PERiOD（六弥ナギ）
- 劇場版 Collar×Malice -deep cover-（星野香月） - 前後編
- 劇場版 SPY×FAMILY CODE: White（ロイド・フォージャー）

2024年
- ブルーロック あでぃしょなる・たいむ!（雪宮剣優）
- 範馬刃牙VSケンガンアシュラ（花山薫）
- ふれる。（ひったくり犯）
- がんばっていきまっしょい（二宮隼人）

2025年
- ベルサイユのばら（フローリアン・ド・ジェローデル）

### OVA
2000年代
- 真救世主伝説 北斗の拳 トキ伝（2008年）
- やなせたかしメルヘン劇場 アリスのさくらんぼ（2008年、動物たち）

2010年代
- 姫ギャル♥パラダイス（2011年、アイス売り）
- コードギアス 亡国のアキト 第1章「翼竜は舞い降りた」（2012年、オーギュスト）
- 機動戦士ガンダムAGE MEMORY OF EDEN（2013年、アセム・アスノ）
- 最遊記外伝 特別篇 香花の章（2013年、宋公）
- ムシブギョー（2014年、恋川春菊） - 「常住戦陣!!ムシブギョー」単行本第15巻 - 第17巻OVA付き特別版
- 亜人「中村慎也事件」（2016年、祐介） - 「亜人」単行本第8巻限定版
- TRICKSTER -江戸川乱歩「少年探偵団」より- OVA EPISODE 00（2016年、塩見）
- 虹色デイズ（2016年、松永智也） - 「虹色デイズ」単行本第13巻アニメDVD同梱版
- 初恋モンスター（2017年、枕崎宗光） - 単行本第8巻アニメDVD付き特装版
- この素晴らしい世界に祝福を!2（2017年、ミツルギ） - 小説第12巻オリジナルアニメブルーレイ付き同梱版
- 機動戦士ガンダム THE ORIGIN（2018年、オスカ） - 2019年に再編集作品『THE ORIGIN 前夜 赤い彗星』テレビ放送
- 転生したらスライムだった件 OAD（2019年、ソウエイ） - 漫画版第12・13巻限定版付属

2020年代
- ギヴン うらがわの存在（2021年、梶秋彦） - コミックス第7巻DVD付き限定版
- スタンドマイヒーローズ WARMTH OF MEMORIES（2023年、服部耀）
- マスク男子は恋したくないのに（2023年、才川綴） - コミックス第4巻OAD付き特装版

### Webアニメ
2010年代
- かなかなかぞく（2014年 - 2016年、かなぼう、けんちゃん） - 2シリーズ
- ホイッスル!（ボイスリメイク版）（2016年、不破大地）
- ぬいぬい日昇三兄弟（2017年、日昇楓）
- カラダ探し（2017年、伊勢高広）
- 夢王国と眠れる100人の王子様 ショート（2017年、ヴィム）
- ULTRAMAN（2019年 - 2023年、諸星弾） - 3シリーズ
- メギド72 The short animation 長き戦旅の傍らで（2019年、バルバトス、ナレーション）

2020年代
- おねがいっパトロンさま!（2020年、ナレーション、変身アイテムの音声）
- 実験都市DIVER CITY（2020年 - 2021年、ロボ）
- 腐男子召喚〜異世界で神獣にハメられました〜（2021年、呉）
- あはれ!名作くん（2022年 - 2023年、つる公、ボクサー）
- 範馬刃牙（2023年、花山薫）
- 転生したらスライムだった件 コリウスの夢（2023年、ソウエイ）
- ライジングインパクト（2024年、トリスタン・リオネス） - 2シリーズ
- 夜は猫といっしょ（2024年、ミヤマセンパイ）

### ゲーム
2009年
- ミマナ イアルクロニクル（オットー、借金取り、酔漢）

2010年
- 剣と魔法と学園モノ。2G（ルオーテ）
- .hack//Link（レイド）

2011年
- イナズマイレブンGO（2011年 - 2013年、雨宮太陽、磯崎研磨、古手川咲夫、ギリス） - 3作品

2012年
- SDガンダム GGENERATION（2012年 - 2020年、アセム・アスノ） - 2作品
- イナズマイレブンGO ストライカーズ2013（雨宮太陽、磯崎研磨、エンギル）
- 神さまと恋ゴコロ（辻宮兼我）
- 機動戦士ガンダムAGE（アセム・アスノ） - 2作品
- 黒子のバスケ キセキの試合（小金井慎二）
- 恋戦隊 LOVE&PEACE（ゼロ）
- ソウルキャリバーV（若い村人）
- 華アワセ（ショウ）

2013年
- イクシオン サーガ（ヒーローA〈男性〉）
- ヴァルハラナイツ3（ケビン）
- ときめきレストラン☆☆☆（神崎透）
- エクステトラ（マサル〈御手洗優〉）
- キミ♥ドル 〜キミのアイドル〜（黛湊）
- 恋花デイズ（日向陽太）
- STORM LOVER 2nd（二宮真琴）
- フェアリーフェンサー エフ（シャルマン）
- Princess Arthur（パーシヴァル）
- 魔界王子 devils and realist 代理王の秘宝（ウイリアム・トワイニング）
- ムシブギョー（恋川春菊）
- やはりゲームでも俺の青春ラブコメはまちがっている。（比企谷八幡）

2014年
- あかやあかしやあやかしの（架月）
- 学園ヘヴン2 〜DOUBLE SCRAMBLE!〜（笠原智友）
- 機動戦士ガンダム エクストリームバーサス（2014年 - 2016年、アセム・アスノ） - 2作品
- グランブルーファンタジー（2014年 - 2024年、ヴェイン、竜宮民、ソウエイ） - 3作品
- 黒子のバスケ 勝利へのキセキ（小金井慎二）
- 声カレ〜放課後キミに会いに行く〜（東雲輝）
- 里見八犬伝（浜路） - 2作品
- 忍び、恋うつつ（霧隠忠人）
- スーパーヒーロージェネレーション（ガンダムAGE-2 ダブルバレット）
- 戦国大戦（北条氏康〈1477〉、中野宗時、朝倉貞景、大内義興、EX島津忠恒、武田晴信〈1600〉）
- DYNAMIC CHORD feat.[reve parfait]（香椎玲音）
- 帝國カレイド-万華の革命-（世良皇一朗）
- デュラララ!! 3way standoff -alley- V（三好吉宗）
- フリーダムウォーズ（ハル・“ベイブ”・ヴィトー）
- モンスターハンター メゼポルタ開拓記（ミウラ）
- 嫁コレ（ウイリアム・トワイニング）

2015年
- アイドリッシュセブン（2015年 - 2024年、六弥ナギ）
- あんさんぶるスターズ!（2015年 - 2020年、日々樹渉）
- うたわれるもの 偽りの仮面（ヤクトワルト）
- オルタンシア・サーガ -蒼の騎士団-（ロイ・バッシュロ、ロラン、フォルク）
- カレイドイヴ（村瀬洋）
- 黒子のバスケ 未来へのキズナ（小金井慎二）
- 忍び、恋うつつ ― 雪月花恋絵巻 ―（霧隠忠人）
- 大正×対称アリス（グレーテル）
- デュラララ!! Relay（三好吉宗）
- 神刻の娘（アーマー / 日輪直輝）
- 薄桜鬼 真改 風ノ章（野村利三郎）
- フェアリーフェンサー エフ ADVENT DARK FORCE（シャルマン）
- プリンス・オブ・ストライド（千代松万太郎）
- POSSESSION MAGENTA（望月恭弥）
- メザマシフェスティバル 〜夢喰いと目覚まし屋〜（主人公）
- 夢王国と眠れる100人の王子様（ヴィム、雷、日々樹渉）
- Rear pheles -Red of Another-（千歳琥太郎）
- ROOT∞REXX（九条駿）
- レイギガント（三輪和臣）

2016年
- 赤い砂堕ちる月（汪明）
- UPPERS（小柳清也）
- うたわれるもの 二人の白皇（ヤクトワルト）
- エンドライド-X fragments-（ピオニー）
- グリムノーツ（タオ、アラジン、ヨリンゲル、狼の森の猟師）
- Collar×Malice（星野香月）
- 源氏物語〜男女逆転恋唄〜（夕顔）
- ゴッドオブハイスクール【神スク】（桜井涼）
- サンリオ男子 〜わたし、恋を、知りました。〜（長谷川康太）
- スタンドマイヒーローズ（服部耀）
- 戦魂 -SENTAMA-（仙石権兵衛）
- SOUL REVERSE ZERO（アーサー、那須与一、パーシヴァル、ペルセウス、クー・フーリン）
- 大正×対称アリス all in one（グレーテル）
- 誰ガ為のアルケミスト（オーティマ）
- ドラゴンハンターCOOP
- HalfBlood‐境界で揺れる恋（影山伊織）
- 薄桜鬼 真改 華ノ章（野村利三郎）
- ブレイブリーアーカイブ ディーズレポート（デュラン〈聖剣伝説3〉）
- マジカルデイズ the Brats’s Parade（レオン）
- マジきゅんっ!ルネッサンス（響奏音）
- やはりゲームでも俺の青春ラブコメはまちがっている。続（比企谷八幡）
- LOVE☆スクランブル（蛭川拓斗、東雲歩）

2017年
- A3!（皇天馬）
- 結ひの忍（介鱈辛明）
- 恋愛幕末カレシ〜時の彼方で花咲く恋〜（桂小五郎）
- この世の果てで恋を唄う少女YU-NO（豊富）
- ブレイブリーデフォルト フェアリーズエフェクト（エース）
- 異世界でカフェを開店しました。（エリアス・マーロン）
- 茜さすセカイでキミと詠う（貞明）
- 黒騎士と白の魔王（セオ）
- ツキノパラダイス。（篁志季）
- ドラゴンブレイド（関平）
- B-PROJECT 無敵*デンジャラス（殿弥勒）
- カクテル王子（マティーニ）
- カレ眠〜ワタシがカレと乳眠する理由〜（木村奎）
- 英雄伝説 閃の軌跡 III（クルト・ヴァンダール）
- 忍び、恋うつつ ― 甘蜜花絵巻 ―（霧隠忠人）
- SIX SICKS（糺ノ森凛）
- あやかしむすび（久留麻葉）
- メギド72（2017年 - 2023年、バルバトス）
- ガンダムバーサス（アセム・アスノ）
- 一血卍傑-ONLINE-（タケミナカタ）
- LINE: ガンダム ウォーズ（アセム・アスノ）

2018年
- アイドリッシュセブン Twelve Fantasia!（六弥ナギ）
- 忍び、恋うつつ - 万花彩絵巻 -（霧隠忠人）
- グラナド・エスパダ（ドゥームスレイブ)
- ときめきレストラン Project TRISTARS（神崎透）
- フォルティッシモ（江川虎之輔）
- うたわれるもの斬（2018年 - 2021年、ヤクトワルト） - 2作品
- 英雄伝説 閃の軌跡 IV -THE END OF SAGA-（クルト・ヴァンダール）
- Collar×Malice -Unlimited-（星野香月）
- 神撃のバハムート（ラキル）
- デジモンリアライズ（ドルモン）
- ワンダーグラビティ 〜ピノと重力使い〜（ヴィスタ）
- 千銃士（シャスポー）
- 人狼殺（守護騎士）
- 神凪ノ杜（旭）
- ファイナルファンタジー ブレイブエクスヴィアス（アクスター）
- 花園学園（シモン）
- WarLocksZ（ディルモン）
- ブレイドスマッシュ（ジェイド）
- フードファンタジー（麻辣ザリガニ、コーヒー）
- 機動戦士ガンダム エクストリームバーサス2（2018年 - 2025年、アセム・アスノ） - 4作品
- プレカトゥスの天秤（オリヴァー・ダウンズ）
- ブラウンダスト（アルカン）

2019年
- 成り上がり〜華と武の戦国（織田信長）
- この素晴らしい世界に祝福を! 〜希望の迷宮と集いし冒険者たち〜（ミツルギ）
- ファイアーエムブレム ヒーローズ（2019年 - 2025年、パーシバル、ハール、ラファール）
- ステラービース（アウリックD.ピビアンズ）
- 共闘ことばRPG コトダマン（2019年 - 2023年、ヴィルヘリュウム、スペースイ項ウ、ラージカルメイヤー、クリアンパサン、ソウエイ、ユリウス、半間修二、ロイド・フォージャー）
- revisions next stage（中村英知）
- 星鳴エコーズ（水城藍）
- デュエル・マスターズ プレイス（グレン、機神装甲ヴァルボーグ）

2020年
- この素晴らしい世界に祝福を！ファンタスティックデイズ（ミツルギ）
- ふろ恋 私だけの入浴執事（月城愁）
- あんさんぶるスターズ!! Basic / Music（2020年 - 2024年、日々樹渉） - 2作品
- コード: ドラゴンブラッド（ソ・シハン）
- 聖剣伝説3 TRIALS of MANA（デュラン）
- ULTRAMAN:BE ULTRA（諸星弾）
- ブリガンダイン ルーナジア戦記（ティム・グスタフ）
- イケメン王子 美女と野獣の最後の恋（ノクト＝クライン）
- 龍が如く ONLINE（花山薫）
- アークザラッド R（ウルトゥス）
- ドラゴンクエスト ライバルズ（アモス / モンストラー）
- キャプテン翼 RISE OF NEW CHAMPIONS（マンフレート・マーガス）
- 英雄伝説 創の軌跡（クルト・ヴァンダール）
- Re:ゼロから始める異世界生活 Lost in Memories（ユリウス・ユークリウス）
- 北斗の拳 LEGENDS ReVIVE（花山薫）
- 真・女神転生III NOCTURNE HD REMASTER（新田勇、ノア）
- HoneyWorks Premium Live（柴崎健）
- THE KING OF FIGHTERS for GIRLS（キム・カッファン）

2021年
- Re:ゼロから始める異世界生活 偽りの王選候補（ユリウス・ユークリウス）
- 時計仕掛けのアポカリプス（クアト・ヘルトリング）
- ラグナロクオリジン（セイレン）
- ぷよぷよ!!クエスト（ユリウス・ユークリウス）
- B-PROJECT 流星*ファンタジア（殿弥勒）
- 鬼滅の刃 ヒノカミ血風譚
- グランサガ（マグヌス）
- 千銃士: Rhodoknight（シャスポー）
- メダロットS（セブンスラッガー）
- スーパーロボット大戦30（諸星弾 / SEVEN） - DLC追加キャラクター

2022年
- バキ KING OF SOULS（花山薫）
- 冤罪執行遊戯ユルキル（春秋千石）
- 聖剣伝説 ECHOES of MANA（デュラン）
- モンスターストライク（2022年 - 2023年、ロイド・フォージャー、ソウエイ、半間修二）
- この素晴らしい世界に祝福を！～呪いの遺物と惑いし冒険者たち～（ミツルギ）
- ノフランド物語（パシウム）
- ドールズフロントライン ニューラルクラウド（秋）
- 東京リベンジャーズ ぱずりべ！全国制覇への道（半間修二）

2023年
- 悪魔執事と黒い猫（カワカミ・ハナマル）
- ミステリーレコード（コハク）
- ファイアーエムブレム エンゲージ（イル）
- 妖怪ウォッチ ぷにぷに（2023年 - 2024年、半間修二、ソウエイ）
- ポケモンマスターズEX（ミナキ）
- Fate/Grand Order（2023年 - 2025年、ビーマ）
- 黒子のバスケ Street Rivals（小金井慎二）

2024年
- ユニコーンオーバーロード（クライブ）
- 泡沫のユークロニア（依）
- 転生したらスライムだった件 テンペストストーリーズ（ソウエイ）
- 護縁（イル・デンセル）
- ライドカメンズ（久城駆 / 仮面ライダーケルカ）

2025年
- D.C. Re:tune 〜ダ・カーポ〜 リチューン（杉並）

### ドラマCD
- あかやあかしやあやかしの アンソロジードラマCD2「かげふみあそび」（架月）
- ACTORS - Drama Edition - [EAST]（秋月甲斐）
- 淡海乃海 水面が揺れる時（竹若丸（基綱）[340]）
- アリアンロッド・サガ ファンブック Kind of Magic（アベル＝クリード）
- アリアンロッド2Eファンブック ラヴィアンローズ ドラマCD「白霧に散る薔薇」(クリス・ファーディナント、ゼロ・ルシフェルド)
- イケメン☆アルバム 〜AIR Group〜Vol.1 Club ALL編
- 嘘つきボーイフレンド シリーズ（榊颯太）
  - ドラマCD 嘘つきボーイフレンド〜魅惑の南国ラブ･ミッション〜
  - ドラマCD 嘘つきボーイフレンド〜本気のボーイフレンド〜
  - ドラマCD 嘘つきボーイフレンド〜the collection〜
- 81レーベル第1弾 81プロデュース35周年記念企画オーディオドラマCD 「紫電改のタカ」（久保）
- 冤罪執行遊戯ユルキル（春秋千石）※パッケージ版早期購入特典
- 大垣きゅん物語 （三津屋修士）
- 片翼のラビリンス ドラマCD〜時を超えた修学旅行〜（時原大翔[341]）※Sho-Comi24号付録
- COLORFUL5シリーズ（槌谷雅輝[342]）
  - ドラマCD COLORFUL5の日常
  - ドラマCD COLORFUL5の文化祭
  - ドラマCD COLORFUL5の結成秘話
- Collar×Malice 〜怪盗アドニスからの挑戦状〜（星野香月[343]）
- カレイドイヴ ウエディングCD Vol.2 - 5（村瀬洋）
- 機動戦士ガンダムAGE ドラマCD Wedding Eve（アセム・アスノ）
- キミ♥ドル 〜キミのアイドル〜 リリース記念ドラマCD「アイドル達の学園生活!」（黛湊[344]）
- キャンディポップナイトメア（八神アスカ[345]）
- グランブルーファンタジー「救国の忠騎士」ディレクターズカット版（2016年、ヴェイン ）
- 黒子のバスケ シリーズ（小金井慎二）
  - 黒子のバスケ DRAMA THEATER 1st GAMES
  - 黒子のバスケ ドラマCD DRAMA THEATER 3rd GAMES すれ違っているかもしれません
- ケモノキングダム 〜ZOO〜（レッサーJr）
- 源氏物語〜男女逆転恋唄〜 シリーズ（夕顔）
  - ドラマCD 源氏物語〜男女逆転恋唄〜 序之巻
  - ドラマCD 源氏物語〜男女逆転恋唄〜 縁之巻
  - ドラマCD 源氏物語〜男女逆転恋唄〜 調之巻
  - 好敵手CD 源氏物語〜男女逆転恋唄〜 葵×夕顔
  - 恋敵CD 源氏物語〜男女逆転恋唄〜 夕顔×明石
- 恋チョイ! 〜大学生編〜（喜多見才）
- コープスパーティー2 DEAD PATIENT ドラマCD 第1巻（芳仲雅巳[346]）
- GOSICK -ゴシック- シリーズ（久城一弥）
  - GOSICK -ゴシック- 知恵の泉と小夜曲（セレナード）「花振る亡霊は夏の夜を彩る」
  - GOSICK -ゴシック- 知恵の泉と独唱曲（アリエッタ）「花びらと梟」
- SACRIFICE Vol.1 - 6（芹河ノエル[347]）
- 猿の左手（三松潤一）
- 「執事たちの沈黙」和巳様の超絶甘やかしドラマCD（和巳）※Cheese!2020年11月号付録
- 忍び、恋うつつ シリーズ（霧隠忠人）
  - 忍び、恋うつつ ドラマCD 〜誰があいつにふさわしいか大決戦!!〜
  - 忍び、恋うつつ 百歌繚乱 巻の壱
- 人狼 - Chaotic Time -（シャイ・モリソン[348]）
- STORM LOVER 2nd シリーズ（二宮真琴）
  - STORM LOVER 2nd 〜臨海学校、その夜〜[349]
  - STORM LOVER 2nd ドラマCD 〜ナンバーワン執事を決めろ〜
- 青春鉄道 ドラマCD2 〜高速鉄道編〜（後輩B）
- 戦国ヴァンプ（木下藤吉郎秀吉[350]）
- 戦国☆パラダイス -極- シリーズ（真田幸村）
  - 戦国パラダイス -極- 第一巻 ダシが決め手のドラマCD
  - 戦国パラダイス -極- 第二巻 はんにゃもんにゃのドラマCD
- SolidS シリーズ（篁志季）
  - ツキプロ×アニ店特急2017夏 全国盤
  - SolidS ドラマ1巻 -Don't work too hard!-
  - SolidS ドラマ2巻 -Two of a kind.-
  - SolidS ドラマ3巻 PPF -the past, the present, and the future-
  - ドラマCD SQ SolidS 4巻 雲の向こうに
  - ドラマCD SQ SolidS 5巻
- DYNAMIC CHORD シリーズ（香椎玲音）
  - DYNAMIC CHORD shuffle CD series vol.1 Rabbit Clan
  - DYNAMIC CHORD vocalCDシリーズ vol.1 [rêve parfait]
- ダブルクロス〜トワイライト〜（フィン・ブースロイド）
- つきツキ! シリーズ（南条忍[351]）
  - つきツキ!
  - つきツキ! 〜呪いの刀は寂しがり屋
- DearGirl〜Stories〜響（にゃーさん、ネコ、生徒）
- DIG-ROCK シリーズ（水川叶希）
- デュラララ!! 3way standoff -alley- ドラマCD「医食同源」（三好吉宗）
- 天歌奏流-TENKASOUL-（斉藤義龍[352]）
- トゥッティ!フルッティ!! シリーズ（雨宮楓）
  - トゥッティ!フルッティ!! 上巻 〜雨宮楓のありえない目覚め〜
  - トゥッティ!フルッティ!! 下巻 〜佐竹結城のありえない目覚め〜
- 年下彼氏2 俳優 生駒悠斗の場合（生駒悠斗）
- 七恋天使黙示録〜Martyr〜（サリエル）
- 虹色デイズ（松永智也[353]）※コミックス第7巻ドラマCD付限定版
- 完璧（パーフェクト）Freedom ドラマパート（襟河レント）※REZZ「完璧（パーフェクト）Freedom」に収録
- 薄桜鬼 真改 ドラマCD 〜相馬厄難物語〜（野村利三郎）
- 八犬伝―東方八犬異聞― 2（五狐）
- ハルモニアの気がかり（武井一郎）
- PとJK（大神平助）※11巻ドラマCD付き特装版
- 東浦家の休日 vol.1 兄と弟編（東浦結人[354]）
- 美少女作家と目指すミリオンセラアアアアアアアアッ!!（黒川清純）※原作1巻購入特典
- 101番目の百物語（一文字疾風[355]）
  - サウンドドラマ 101番目の百物語
  - 101番目の百物語 ドラマCD「果てしない学園祭」
- PHANTASY STAR ONLINE 2 〜シエラ'sリポート〜（ピエトロ）
- フォルティッシモ（江川虎之輔[356]）
- プリンス・オブ・ストライド オーディオドラマシリーズ Be My Steady（千代松万太郎）
- 伏 銀華と氷刃の猟奇録 巻之弐
- FlyME project シリーズ（蜂谷）
  - MEDICODE
  - MEDICODE GABBY
  - Have a good night...♥Hachiya
- フラワーショップへようこそ 〜月下美人の囁き〜（若苗かずみ）
- プリトレ〜王子様の育て方〜（ブレッド王子）※ドラマCD付きコミックス[357]
- ベツコミ7ヒーロー名シーンセレクションスペシャルドラマCD（『ベツコミ』2019年1月号ふろく[358][359]）
- ポーの一族 エドガーとアラン篇（アラン・トワイライト[360]）
- 魔界王子 devils and realist シリーズ（ウイリアム・トワイニング[361]）
  - スペシャルドラマCD「realist and companion」
  - ドラマCD「胸キュン ラヴリックスクール〜文化祭編〜」※コミックス10巻限定版
- モーテ -水葬の少女-（ドゥドゥ[362]）
- やはり俺の青春ラブコメはまちがっている。（比企谷八幡）
- 酔い愛CD シリーズ（カルーア・ミル[363]）
  - 「酔い愛CD」ドラマCD1 男だらけの宴
  - 「酔い愛CD」ドラマCD2 男だらけの告白大会
- 余命彼氏vol.1〜限りある時間〜（颯）
- 四百二十連敗ガール（石蕗ハル[364]）※原作第2巻特装版に同梱
- ラスボスの向こう側（アシュタール[365]）※原作第1巻特装版に同梱
- ラブルートゼロ サヨナラと言えない僕らは…（生徒）
- 理系男子。 〜ぼくらの文化祭〜（松山）
- ROOT∞REXX Vol.2（九条駿）
- Wonderland Wars Side Story 第2章（吉備津彦、マッドハッター、ヘイヤ）

### BLCD
- 愛と欲望は学園で5（生徒）
- 愛の蜜に酔え！（天野）
- 赤い糸の執行猶予（神沢薫）
  - 叶わぬ恋の結び方（神沢薫）
  - 繋いだ恋の叶え方
  - 結んだ恋の伝え方
- あなたのためならどこまでも（ラッシー）
- αがαを抱く方法（南條レオ）
- イエスかノーか半分か2 世界のまんなか（皆川竜起）
- イケメンの先輩が実は童貞で純情でした（仁井田雀）
- エンサークルメントラブ（一成）
- 男の子だもの!（団員）
- 俺たちナマモノ？です（新條響）
  - 続！俺たちナマモノ？です
- 俺達は新婚さんかもしれない（蕪木真白）
  - 俺達は新婚さんかもしれない2
- 俺と上司のかくしごと（御門純一郎）
  - 俺と上司のかくしごと つづきのはなし
- 彼らの恋の行方をただひたすらに見守るCD「男子高校生、はじめての」（アルバート・ナナオ・エインズワース）
  - 〜第7弾 同級生とやりたい100の願望〜
  - 〜Summer vacation 2018〜
  - Epsode0 after Disc 〜HOME〜
  - 3rd after Disc 〜Dear〜
  - 〜Third Stage〜 ナナオ×藍編　※配信限定
  - オールコンビネーションCD vol.3
- 過剰妄想少年　※4巻ドラマCD付（押崎）
- 嫌いでいさせて3（朝永[366]）
  - 嫌いでいさせて4
- 恋するあさはか（佐々木恋）
- 恋をするつもりはなかった（ロウ）
- 好物はこっそりかくして腹の中（カズヤ[367]）
- 虎穴ダイニング（喜多見アカル[368]）
- こころ-わたしの恋-（静〈静馬〉）
- この世 異聞 〜狐の嫁入り〜（友人）
- 残像スローモーション（稲葉礼）
- ジャッカス!（三好晴臣）
- シュガースカルとディープキス1（加賀陽名）
- 性悪オオカミが恋したらしい（香坂疾風）
- 絶対BLになる世界VS絶対BLになりたくない男（東條）
  - 絶対BLになる世界VS絶対BLになりたくない男2
- 世話焼きヤンキーは金で買われる（若宮葵）
- 全寮制櫻林館学院〜ロマネスク〜（生徒C）
- 食べてもおいしくありません（日和七生）
  - 食べてもおいしくありません2
- 近くて遠い（男子生徒）
- ドラッグレス・セックス（戌井）
  - ドラッグレス・セックス 辰見と戌井 return
  - ドラッグレス・セックス 辰見と戌井 return 2
- ナカまであいして（常盤蒼司）
  - ナカまであいして ※2巻　限定版CD付
  - ナカまであいして2
  - ナカまであいして3
- 生意気ヒエラルキー（嘉島唯）
- 二重螺旋 番外編 体験学習の三日間（タカアキ）
  - 二重螺旋 番外編 帝王とカリスマと駄犬
- ハッピー・オブ・ジ・エンド（柏木千紘）
  - ハッピー・オブ・ジ・エンド2
- 花がふってくる（袴田涼嗣〈13歳〉）
- 花嫁は夜に散る（ホストD）
- ハピネス（喫茶店店員、バー店員）
- ヒズ・リトル・アンバー（火夏）
- 酷くしないで（小鳥遊十太）
  - 酷くしないで 2
  - 酷くしないで 5巻 限定版ドラマCD
  - 酷くしないで 3
  - 酷くしないで 4
  - 酷くしないで 5＆小鳥遊彰編
- フェロモホリック（獅子雄一世）
- 不実で不毛な恋の咬み痕（瀬那一月）
- 腐男子召喚〜異世界で神獣にハメられました〜（呉）
- ブルースカイコンプレックス（寺島夏生[369]）
  - ブルースカイコンプレックス second
  - ブルースカイコンプレックス third
  - ブルースカイコンプレックス fourth
  - ブルースカイコンプレックス番外編 インディゴブルーのグラデーション
  - ブルースカイコンプレックス fifth
  - ブルースカイコンプレックス sixth
  - ブルースカイコンプレックス seventh
  - ブルースカイコンプレックス番外編 インディゴブルーのグラデーション2
  - ブルースカイコンプレックス eighth
  - ブルースカイコンプレックス ninth
- 便利屋さん2（男性社員）
- ほーげんカレシとルームシェア! 〜茨城男子と帰国子女編〜（加倉井柊）
- 僕らの三ツ巴戦争（御膳タカヒコ[370]）
- 星とハリネズミ（千葉郁美）
- 本日中にお召し上がりください（春吉太陽）
- マスク男子は恋したくないのに（才川綴）
  - マスク男子は恋したくないのに2
  - マスク男子は恋したくないのに3
- 魔法使いの恋（学生3）
- 目を閉じても光は見えるよ（藤原莞二）
- 妄想エレキテル（友達）
- 夢のような話（ヒロ）
- 宵宵モノローグ（稲葉礼）
- よくある話。（社員）
- 40までにしたい10のこと（田中慶司）
- ララの結婚（ウルジ）
  - ララの結婚2
  - ララの結婚3
- ワルイ男でもイイ（生徒）

### ラジオドラマ
※はWebラジオ番組。
- GOSICKシリーズ（2013年 - 2016年※、久城一弥[371][372][373][374]）
- ホーンテッド・キャンパス（2014年※、八神森司[375]）
- 四十五番目の話（2014年、 拓実、友和[376]）
- らじどらッ!〜夜のドラマハウス〜（2015年 - 2016年[377][378]）
- イマジナリ（2022年※、祐介[379]）

### 朗読・オーディオブック
- 読売新聞 朝刊コラム「編集手帳」(2014年）[380]
- スクラップ・アンド・ビルド（2015年、田中健斗[381]）
- 永遠の0（2016年、佐伯健太郎[382]）
- 神去なあなあ日常（2019年、飯田与喜）
- こうして彼は屋上を燃やすことにした（2020年、ブリキ）
- STORY LIVE 江口拓也『MASTERMIND』（2020年11月2日、ミクサライブ東京 ホールミクサ）[383]
- 朗読劇「カラオケ行こ!」（2021年12月19日、出演〈成田狂児 役〉）[384]）

### 吹き替え

#### 映画
- ジョージアの日記/ゆーうつでキラキラな毎日（男子生徒）
- ツイスターズ（スコット〈デヴィッド・コレンスウェット〉[385]）
- ドント・ブリーズ（マニー〈ダニエル・ゾヴァット〉）
- バトルシップ（アンガス）
- ファンタスティック・ビーストシリーズ（テセウス・スキャマンダー〈カラム・ターナー〉）
  - ファンタスティック・ビーストと黒い魔法使いの誕生[386]
  - ファンタスティック・ビーストとダンブルドアの秘密[387]
- マーベルズ（ヤン王子〈パク・ソジュン〉[388]）
- モータルコンバット（リュウ・カン〈ルディ・リン〉[389]）

#### ドラマ
- iCarly
- アンフォゲッタブル 完全記憶捜査 #10（ティト・アルバレス）
- WITHOUT A TRACE/FBI 失踪者を追え! シーズン4（ランス）
- グッド・ワイフ（ザック・フロリック〈グラハム・フィリップス〉）
- ゲーム・チェンジ 大統領選を駆け抜けた女
- CSI:マイアミ9
- Dr.JIN（キム・ギョンタク）
- ハンク ‐ちょっと特別なボクの日常‐（ベン）
- ブログ犬 スタン（タイラー・ジェームス）
- ミディアム7 最終章
- レモネード・マウス（チャーリー）
- ロング・ロード・ホーム（シェーン・アグエロ中尉〈E・J・ボニーリャ〉）

#### アニメ
- アルジュンの大冒険 〜氷の蓮の謎〜（アルジュン[390]）
- スパイダーマン:アクロス・ザ・スパイダーバース（ベン・ライリー / スカーレット・スパイダー[391]）
- 魔道祖師 完結編（宋嵐[392]）
- MR.MENショー（うるさいくん、スモールくん）

#### 人形劇
- サンダーバード55/GoGo（ゴードン・トレーシー）

### デジタルコミック
- 月刊コミックTV ドラマシアター「恋する信長―信長物語―」（2010年、織田信長）
- 真・週刊コミックTV＋『O/A』「コミドラ」（2011年、上田）
- VOMIC クロガネ（2012年、黒鉄ヒロト）
- VOMIC 超能力者斉木楠雄のΨ難（2012年、海藤瞬）
- VOMIC 虹色デイズ（2013年、松永智也）
- 声優戦隊ボイストーム7（2013年、黒井[393]）
- Beeマンガ 神さまの言うとおり（2014年11月1日 ‐ [394]、高畑瞬）
- VOMIC 火ノ丸相撲（2015年、潮火ノ丸[395]）
- 佐藤、私を好きってバレちゃうよ!?（2016年、佐藤蝶葉）
- ComicFestaアニメZONE キスまで､あと1秒｡（2017年、仁木依弦[396]）
- dTV パーフェクトワールド（2018年、鮎川樹[397]）
- comico ボイスコミック おとなりさん以上かぞく未満（2019年、水流添桃真[398]）
- 推す♂BL Lab.～イケ生ボイスCH～ ましたの腐男子くん（2020年、真下幹[399]）
- ジャンプチャンネル まとはずれQ道部（2021年、Q道弦[400]）
- ブラックナイトパレード（2021年、カイザー[401]）
- 異世界で姉に名前を奪われました（2023年、ノア） - 第2巻購入特典ボイスコミック[402]
- いつわりの愛～契約婚の旦那さまは甘すぎる～（2023年、綾瀬理人[403]）
- 婚約破棄のその先に 〜捨てられ令嬢、王子様に溺愛（演技）される〜（2023年、アークレイン[404][405]）
- アンジェンテ 幼なじみがドMでツンデレなんですが（2024年、仁井田雀[406]）
- ポン太がヒトになりまして。（2024年、ヒバリ[407]）
- ようこそ、ちるカフェへ！（2024年、ディアス[408]）
- 傷モノの花嫁(2024年、白蓮寺麗人[409]）

### ボイスドラマ
- 『ソロモンの詩篇』ボイスドラマ（2011年、アルヴィス・ヴァンガード[410]）
- 『勇者様のお師匠様』サウンドドラマ（2015年、ウィン[411]）
- ボイスドラマ『52Hz ―D side―』（2016年、ディー）
- オーディオドラマ『グランブルーファンタジー OTOCA』亡国の四騎士 / 氷炎牆に鬩ぐ（2016年 - 2017年、ヴェイン）
- 『ラスボスの向こう側』 サウンドノベル版（2017年、アシュタール[365]）
- 『美少女作家と目指すミリオンセラアアアアアアアアッ!!』オーディオドラマ（2017年、黒川清純[412]）
- 『ハニーレモンソーダ』 単行本12巻・14巻購入特典ボイスドラマ（2019年12月25日・2020年8月25日、三浦界[413]）
- TRUE WIRELESS STEREO EARPHONES 江口拓也 モデル 『オトもラジオ』BUDDY PASS付（2022年、オリジナルボイスドラマ[414]）
- 『マガツノート』ラジオドラマ（ラジオ大阪×ミクチャ『サクラバシ919』内：2023年 - 2024年、利休[415]）

### 特撮
- ウルトラマンギンガS（2014年、チブル星人エクセラー（SD）の声）
- 新ウルトラマン列伝（2014年、チブル星人エクセラー（SD）の声）

### CM
- ホーンテッド・キャンパス（2014年、八神森司）[416]
- BLUE GIANT（2016年）[417]
- 突然ですが、明日結婚します（2017年）[418]
- A3!（2017年、皇天馬）[419]
- ツキノパラダイス（2017年、篁志季）[420]
- サントリーフーズ『クラフトボス×テラスハウス 「9th WEEK MILK TEA COMING」篇』（2019年、ブラック）[421][422]
- 映画『シャン・チー/テン・リングスの伝説』（2021年）[423]
- 大正製薬 大正漢方胃腸薬「浦島太郎」「浦島太郎、帰る」篇（2023年）[424]
- サントリー『伊右衛門の車窓にて』（2024年、路線バスアナウンス[425]、ドライヤー[426]）

### PV
- 君の腕の中は世界一あたたかい場所（2018年、早稲田くん[427]）
- 邦画プレゼン女子高生 邦キチ! 映子さん（2021年、小谷洋一[428]）
- AIスピーカーと独身サラリーマン（2021年、谷口鋼一朗[429]）
- ふたりで恋をする理由（2021年、帯解一[430]）
- 純白と黄金（2022年、男キャラクター[431][432]）
- クエスト：プレイヤーを大虐殺してください VRMMOの運営から俺が特別に依頼されたこと（2022年、運営[433]）
- いつわりの愛～契約婚の旦那さまは甘すぎる～（2023年、綾瀬理人[403]）
- ロッテ ガーナチョコレート 『バレンタインのせいにして』（2025年、ツクチャオ）

### ラジオ
※はインターネット配信。
- 宮田幸季のNight lovecall（2008年、ラジオ大阪）※アシスタントパーソナリティ
- 東のエデン 放送部 楽園こぼれ話（2009年、アニメイトON AIR!※）
- VOICHA!RADIO（2010年 - 2011年、HiBiKi Radio Station※）
- 創立30周年〜8月1日は81プロデュースの日!（2010年、超!A&G+※）
- アニメイトTVスペシャル情報バラエティ! 江口拓也のラブナビゲーション（2011年、アニメイトTV※）
- MF文庫Jラジオあらいぶ!!（2011年 - 2014年、HOBiRECORDS※）
- ラジオ・ド・章樫（2012年、アニメイトTV※）
- ガンダムAGE×3ラジオ（2012年、公式サイト※）
- 江口拓也と木村良平と代永翼のキラキラ☆ビート（2011年 - 2012年、ラジオ大阪、ニコニコ生放送）
  - Trignalのキラキラ☆ビートR（2012年 - 、アニメイトタイムズ※）
- イクシオン サーガ PR（2012年 - 2013年、音泉※・HiBiKi Radio Station※）[434]
- 総武高校奉仕部ラジオ。「江口拓也のぼっちラジオ。」 （2013年、アニメイトTV※）※番組内番組のパーソナリティー
  - 総武高校奉仕部ラジオ。奇跡の復活特番「江口拓也のぼっちラジオ。」 （2013年、アニメイトTV※）※番組内番組のパーソナリティー
  - 総武高校奉仕部ラジオ。続 （2015年、アニメイトTV※）
- 拓也・良子のドリーム・ドリーム・パーティー（2013年 - 2019年、文化放送）
- 江口拓也と斉藤壮馬の源氏恋唄ハピラジ！（2014年 - 2015年、ニコニコ動画※）
- よ・み・き・か・せ（2014年、TOKYO FM）
- 俺物語!! 頼りになるラジオ!!（2015年、アニメイトTV※）
- 小野友樹と江口拓也のTeamゆーたくニコつく！（2015年 - 、ニコニコチャンネル※）
- 江口拓也・西山宏太朗 今夜も眠らせない…禁断尻ラジオ（2015年 - 、ニコニコ生放送※）
- 虹色ラジオデイズ（2016年、音泉※）[435]
- アニメ『91Days』WEBラジオ『9分10秒ラジオ』（2016年、アニメイトタイムズ※）※コーナーMC担当
- 石川界人と江口拓也のサクラダリセット奉仕ラジオ（2017年、ラジオ大阪）
- 安元洋貴・江口拓也のミクチャラジオ（2017年 - 2018年、文化放送）[436]
- TS ONE UNITED「プロダクション江口壮馬」（2018年、TS ONE※）
- RADIO MIRACLE6（2018年、アニメイトタイムズ※）[437]
- A&G TRIBAL RADIO エジソン（2018年 - 2021年、文化放送・超!A&G+※）
- TS ONE UNITED「81 Wednesday! 江口拓也の完熟漢塾」（2019年、TS ONE※）
- A3! Blooming RADIO（2019年 、文化放送）
- 江口拓也のラジオ道場（2020年 - 、超!A&G+※）[438]
- 江口拓也のラストオーダー（2020年、文化放送）[439]
- SPY×FAMILY オペレーション〈ポッドキャスト〉（2022年 - 、Spotify※）[440][441]

### ラジオCD
- ラジオCD イクシオン サーガ PR Vol.1、2
- ラジオCD 織田信奈の野望 伊藤かな恵・矢作紗友里のデアルカラジオ Vol.1・3
- ラジオCD 黒子のバスケ 放送委員会 Vol.1・10
- DJCD RADIO MIRACLE6 SIDE：X.I.P.
- 91Days DJCD 9分10秒ラジオ
- ラジオCD 虹色ラジオデイズ
- プリンス・オブ・ストライド オルタナティブ WEBラジオ「ラジスト！オルタナティブ」DJCD
- DJCD「総武高校奉仕部ラジオ。」〜sideA〜、〜sideB〜
- ラジオCD Re:ゼロから始める異世界ラジオ生活 Vol.4

### ボイスオーバー
- ニュースウオッチ9
- 第41回日本賞受賞作品「障害を抱きしめて」

### ナレーション
- KiramuneカンパニーR/L（2016年7月15日/30日・2017年2月17日/25日、フジテレビNEXT/フジテレビTWO）
- 西山宏太朗の健やかな僕ら（2016年10月12日 - 2017年3月29日、TOKYO MX）
  - 西山宏太朗の健僕ピース！（2018年4月11日 - 9月26日）
- ブリヂストン美術館展 石橋財団コレクションの精華（2018年4月21日 - 6月24日、北海道立近代美術館・北海道立三岸好太郎美術館）[442]
- バタフライ・エフェクト〜歴史的妄想のススメ〜「インターネットの起源」（2018年8月5日、NHK BS1）
- 仰天！海の底まる見え検証（ナショナルジオグラフィック）
- 第73回NHK紅白歌合戦（2022年12月31日、NHK総合他[443]）
- 81プロデュース・日本工学院・豊島区　産学官連携企画 朗読劇「天上の虹」万葉集編（2025年9月28日、あうるすぽっと[444]）

### テレビ番組
- アニメ星人 ときめきレシピ（2011年6月 - 7月）MC
- 福山ッスル!（2015年7月3日 - 8月28日・9月18日、AT-X）
- アニメマシテ（2015年12月22日・2016年1月5日、テレビ東京）MC
- 江口拓也の俺たちだって癒されたい!（2016年1月6日 - 3月30日、TOKYO MX）
  - 江口拓也の俺たちだってもっと癒されたい！（2016年10月5日 - 2017年3月22日）
  - 江口拓也の俺たちだっても〜っと癒されたい！（2017年10月4日 - 2018年3月21日）
  - 江口拓也の俺たちだってやっぱり癒されたい！（2019年1月9日 - 3月27日）
- club RAINBOW〜虹色デイズ〜（2016年1月10日 - 4月3日、TOKYO MX）
- KiramuneカンパニーR/L（2016年3月15日・2017年1月13日/28日・3月17日/25日、2019年1月18日/26日、フジテレビNEXT/フジテレビTWO）
- ツキプロch. シーズン1（2016年4月6日 - 6月22日、TOKYO MX）
  - シーズン2（2016年11月4日 - 12月23日）
- Rの法則「武将萌え 加藤清正」（2016年9月21日 、NHK Eテレ） - 加藤清正の声
- 天才てれびくんYOU（2017年4月17日 - 20日・2018年、NHK Eテレ） - 鉄のもじもん・てつまるの声
- 番宣部長（2017年8月、AT-X）MC
- LIPSS〜イノセントな囁き〜（2019年1月22日 - 6月26日、テレビ埼玉、ニコニコ生放送） - 声の出演

### インターネットテレビ
- 月刊ガガガチャンネル vol.16（2012年、ニコニコ生放送）MC
- MFカフェ文庫Jあらいぶ!!（2014年 - 2015年、HOBiRECORDS）MC
- 江口拓也の行きあたりばっかりJAPAN（2014年 - 2015年、テレ朝動画・YouTubeチャンネル）
- コミックエリートラボ（2016年 - 2017年、YouTubeチャンネル）MC
- 江口拓也・八代拓の『さんたく!!!』-3択バラエティ-（2017年 - 、ニコニコ生放送）
- 空想写真問題ピクチャイズ（2017年、アニメイトチャンネル）MC
- 声優と夜あそび（2019年 - 2020年、AbemaTV・アニメLIVEチャンネル）月曜パーソナリティ[445][446]

### 映像商品
- 江口拓也の俺たちだって癒されたい! 1 - 4、世田谷の旅
- 江口拓也の俺たちだってもっと癒されたい！1 - 4、特別編〜金沢の旅〜
- 江口拓也の俺癒＆西山宏太朗の健僕 有明と調布の旅
- 江口拓也の俺たちだっても〜っと癒されたい！1 - 4
- 江口拓也の俺たちだってやっぱり癒されたい！1 - 4
- オカモトラベル 〜南米年越し弾丸ツアー前編・後編〜
- 小野賢章がゆく 旅友 第二弾 〜ゲスト：小野友樹&江口拓也篇〜
- 小野友樹のオノパラ! ファンディスク in Paris I - II
- 木村良平のキムライズムII
- club RAINBOW vol.1 - 3[447]
- 斉藤壮馬の和心を君に 3・4
- 斉藤壮馬の和心を君に 其の弐 1
- 下田麻美と江口拓也のMF文庫Jラジオあらいぶ!! DVD拡張販売の旅 in 九州
- 人狼バトル〜人狼VS勇者〜
- 人狼バトル〜人狼VS英雄〜
- 人狼バトル lies and the truth 〜人狼VS王子〜
- ツキプロch. Vol.1 - 4
- ツキプロch. シーズン2 Vol.2 - 4
- つれゲー Vol.2 小野友樹&江口拓也×ダブルドラゴンII The Revenge
- 東京乙女レストラン シーズン2 Vol.3・4
- ときめきレシピ スペインの巻 〜柿原徹也&江口拓也〜
- ときめきレシピ 執事レストランへようこそ 〜豊永利行&江口拓也〜
- 鳥海浩輔・前野智昭の大人のトリセツ 1
- 西山宏太朗の健やかな僕ら 1、3 - 4 特装版
- 西山宏太朗の健僕ピース！ 2 - 4
- 福山ッスル! 01 - 03
- MARINE SUPER WAVE LIVE DVD 2015 ※オノパラダイスカファミリー[メンバー 1]
- EVENT DVD MARINE SUPER WAVE R 2015
- モテ福3
- 森川さんのはっぴーぼーらっきー VOL.5 - 6
- ゆーたく祭2015夏 〜アニミュージカル〜 in 舞浜アンフィシアター 昼の部・夜の部
- 遊佐浩二の明るい家族計画 Vol.1 - 2
- リアル宝探し 邪神ロキの呪い in東京ドイツ村
- 声優が語る怖い話 真冬の怪談（瑠璃の怪談師）

### テレビドラマ
- スーパーチューナー/異能機関（2018年）※声の出演

### 実写映画
- 神☆ヴォイス（2011年、哲郎）

### 舞台
- タンバリンプロデューサーズ
  - 「怪し会〜5伍〜」（2012年8月25日、もっとい不動 密蔵院）
  - 「怪し会〜6陸〜」（2013年8月24日、もっとい不動 密蔵院）
- Kiramune Presents リーディングライブ（2013年 - 2018年）
  - 悪魔のリドル〜escape 6〜（東兎角）
  - 5コントローラーズ+1（Hiro）[448]
  - OTOGI狂詩曲（ただの太郎）[449]
  - パンプキンファームの宇宙人（砂糖）[450]
  - Be-Leave（エリート）
  - カラーズ（赤井ゴロウ）
- ニッポン朗読アカデミー・課外授業
  - 「朗読劇TARO〜語り継がれし物語・異聞〜」（2016年11月3日 - 4日、DDD青山クロスシアター）
  - 「朗読劇 シンデレラ裁判〜愛は赤い毒〜」（2017年5月28日、文化放送メディアプラスホール）
- クロジ
  - 第16回「銀の国 金の歌」（2017年10月4日 - 9日、俳優座劇場）槌谷役[451]
  - 第17回「いと恋めやも」（2018年8月24日、全労済ホール スペース・ゼロ）日替わりゲスト[452]
- 音楽朗読劇「ジキル VS ハイド」（2018年3月20日、TOKYO FM HALL）
- 劇団ヘロヘロQカムパニー
  - 第37回公演「DARK CROWS 2019 トキノソラ」（2019年2月6日、全労済ホール スペース・ゼロ）日替わりゲスト[453]
  - 第38回公演「冒険秘録 菊花大作戦」（2019年9月28日 - 10月6日、全労済ホール スペース・ゼロ）Wキャスト[454]
- みきくらのかい
  - 第一回公演 リーディング「いとしの儚」（2019年11月17日、目黒区 中小企業センターホール）[455]
  - 特別公演「曲がり角の悲劇」（2020年7月31日 - 8月9日、オンライン配信）[456]
- 絶響MUSICA THE STAGE（2020年7月8日 - 13日、俳優座劇場）ルミノ 役（声の出演）[457]）
- CHILL CHILL BOX
  - 6th presents 朗読劇「プレ・パラディーゾ」（2021年2月7日、町田市民ホール）シロウ・アズライト 役[458]
  - 9th WHITE BOX 朗読劇「コズミック・タッグ」（2023年11月5日、渋谷区文化総合センター大和田 さくらホール）天堂まめ[459]
- 朗読劇「カラオケ行こ!」（2021年12月19日、ところざわサクラタウン ジャパンパビリオン ホールA） - 成田狂児 役[460]

### その他コンテンツ
- チョコラBB 65周年ありがとうキャンペーン（2017年7月 - 8月、応援ボイス[461]）
- Dear Birthday〜声で贈るプレゼント〜（2017年9月23日 - 2018年3月20日、天秤座パートナーボイス[462]）
- 恋人はポッキー -Love with Pocky-（2017年12月26日 - 2018年5月31日、アーモンドクラッシュポッキー：門戸香平[463]）
- クラリチン EX OD錠「今日のラクチンボイス♪2018」（2018年1月29日 - 3月30日、エグチン[464]）
- 映画『キスできる餃子』特別予告（2018年6月19日 - ）[465]
- トレーニングアプリケーション「フィジ彼」（2018年8月30日 - 、成瀬桂[466]）
- セブンネット受取りラブストーリー『僕を店頭で受け取って』動画（2018年9月25日 - 、荷物[467]）
- ザ・ボディショップ 「うるおい姫と3人の魔法使い」（2018年10月22日 - 2019年1月21日、カモマイル・カオル[468]）
- 「今日から使える労働法」紹介アニメ（2018年11月9日 - 、翼[469]）
- セブンスイーツアンバサダー 冬アイス（2018年11月10日 - 12月29日[470][471]）
- 耳がとろけるASMRシャンプードラマ「君にシャンプーしたい。」第2シーズン 全4話（2018年12月1日 - 22日、美容師[472]）
- ウエディングパーク WEB限定CM第一弾・第二弾（2018年12月10日 - 2019年1月8日、カップル男性[473][474]）
- ボイレピ♪ 朝ごはん #1 江口拓也さんの声で作る「野菜ソテーとポーチドエッグのサンド」（2020年）[475]
- AIスピーカーと独身サラリーマン コミックス第1巻購入者限定特別ボイス（2021年、谷口鋼一朗[429]）
- TOoKA BASEブランド
  - TRUE WIRELESS STEREO EARPHONES イケメン役者育成ゲーム『A3!』夏組　皇 天馬(CV:江口拓也)モデル（2021年、皇天馬[476]）
  - TRUE WIRELESS STEREO EARPHONES 江口拓也 モデル（2022年、システムボイス[414]）
- よみうりランド内アトラクション「リポビタンロケット☆ルナ」（2021年11月12日 - 、リポビタンマン）
- ハイドライバーズ（2022年 - 、王子仁[477]）
- 色彩検定協会「教えて!色彩先生」シリーズ（2022年 - 2024年、黄虎[478][479][480]）
- イケメンボイスフェア2022
  - うるわしの宵の月（2022年、市村琥珀[481]）
  - カワイイなんて聞いてない!!（2022年、志倉百喜[481]）
- comic tint5周年記念 ラブきゅんボイスフェア2023[482]
  - 10年ぶりの初カレがすごい（2023年[483]）
  - ハグ キス ハグ（2023年[484]）
  - 今日夫にナイショで（仮）恋愛します（2023年[485]）
  - その美人ふしだらにつき（2023年[486]）
  - 至極の男～もう一度愛される夜（2023年[487]）
- 関西電力「キラメキ電力調査」（2024年、ヴィン・クラフト[488]）

## ディスコグラフィ

### シングル
|        | 発売日        | タイトル                   | 規格品番                                            | 規格品番   | オリコン 最高位 |
| 初回盤 | 発売日        | タイトル                   | 通常盤                                              |            | オリコン 最高位 |
| ------ | ------------- | -------------------------- | --------------------------------------------------- | ---------- | --------------- |
| 1st    | 2023年5月10日 | PIZZA SUSHI planet walking | LACM-34375（カーニバル盤） LACM-34376（ととのう盤） | LACM-24375 | 11位            |

### ミニアルバム
|        | 発売日        | タイトル | 規格品番   | 規格品番   | オリコン 最高位 |
| 豪華盤 | 発売日        | タイトル | 通常盤     |            | オリコン 最高位 |
| ------ | ------------- | -------- | ---------- | ---------- | --------------- |
| 1st    | 2021年4月21日 | EGUISM   | LACA-35874 | LACA-15874 | 3位             |

### 映像作品
|          | 発売日       | タイトル                                                               | 規格品番     | 規格品番    |
| 限定版   | 発売日       | タイトル                                                               | 通常版       |             |
| -------- | ------------ | ---------------------------------------------------------------------- | ------------ | ----------- |
| ライブBD | 2023年3月8日 | Takuya Eguchi Live Tour 2022「朝まで呑みたい〜EGUCHI屋〜」Live Blu-ray | LABX-38645/6 | LABX-8645/6 |

### キャラクターソング
| 発売日   | 商品名                                                                                    | 歌 | 楽曲 | 備考                                                                                |
| 2011年   | 2011年                                                                                    | 2011年 | 2011年 | 2011年                                                                              |
| -------- | ----------------------------------------------------------------------------------------- | --- | --- | ----------------------------------------------------------------------------------- |
| 5月19日  | 真・週刊コミックTV+コミソンCD 81プロデュースVer.                                          | （萌）メガネ男子倶楽部 | 「If…」 | ドラマCD『（萌）メガネ男子倶楽部』関連曲                                            |
| 6月1日   | TVアニメ「GOSICK―ゴシック―」ドラマ&キャラソンアルバム                                     | 久城一弥（江口拓也） | 「巡り行く時間を君と」 | テレビアニメ『GOSICK -ゴシック-』関連曲                                             |
| 2012年   |                                                                                           | | |                                                                                     |
| 9月19日  | 機動戦士ガンダムAGE キャラクターソングアルバム Vol.2                                      | アセム・アスノ（江口拓也） | 「大切な誰かのために 〜Reason to fight〜」                                                                                  | テレビアニメ『機動戦士ガンダムAGE』関連曲                                           |
| 9月26日  | 黒子のバスケ キャラクターソング SOLO SERIES Vol.8                                         | 小金井慎二（江口拓也） | 「平凡えれじい」 「アッパレ誠凛DAYS」                                                                                       | テレビアニメ『黒子のバスケ』関連曲                                                  |
| 11月4日  | DT捨テル/レッツゴーED                                                                     | ゴールデン・イクシオン・ボンバー DT                                                                                                  | 「DT捨テル」 | テレビアニメ『イクシオン サーガ DT』オープニングテーマ                              |
| 2013年   |                                                                                           | | |                                                                                     |
| 2月27日  | IXION SAGA DT CHERRY BEST of DT                                                           | DT御一行 | 「DT音頭」 | テレビアニメ『イクシオン サーガ DT』関連曲                                          |
| 2月27日  | IXION SAGA DT CHERRY BEST of DT                                                           | 火風紺（江口拓也） | 「DT」 | テレビアニメ『イクシオン サーガ DT』関連曲                                          |
| 2月27日  | イナズマイレブンGO クロノ・ストーン オールスターズ キャラクターソング アルバム            | 松風天馬（寺崎裕香）、雨宮太陽（江口拓也）                                                                                           | 「君だから。」 | テレビアニメ『イナズマイレブンGO クロノ・ストーン』関連曲                           |
| 7月10日  | やはりこのキャラソンはまちがっている。（仮）                                              | 比企谷八幡（江口拓也） with 材木座義輝（檜山修之）、戸塚彩加（小松未可子）                                                           | 「going going alone way!」                                                                                                  | テレビアニメ『やはり俺の青春ラブコメはまちがっている。』関連曲                      |
| 7月24日  | Believe My Dice/a shadow's love song                                                      | devils and realist | 「Believe My Dice」 | テレビアニメ『魔界王子 devils and realist』オープニングテーマ                       |
| 7月24日  | Believe My Dice/a shadow's love song                                                      | devils and realist | 「a shadow's love song」 | テレビアニメ『魔界王子 devils and realist』エンディングテーマ                       |
| 8月14日  | イナズマオールスターズ×TPKキャラクターソングアルバム「感動共有！」                        | 雨宮太陽（江口拓也） | 「友情の化身」 | テレビアニメ『イナズマイレブンGO ギャラクシー』関連曲                               |
| 11月6日  | TVアニメ「魔界王子」キャラクターソングミニアルバム                                        | ウイリアム・トワイニング（江口拓也）                                                                                                 | 「Crossover the World」 「Believe My Dice」                                                                                 | テレビアニメ『魔界王子 devils and realist』関連曲                                   |
| 12月11日 | 誠凛高校ミニアルバム                                                                      | 黒子テツヤ（小野賢章）、火神大我（小野友樹）、小金井慎二（江口拓也）、水戸部凛之助（井上剛）                                         | 「Rise Up Together!!」 | テレビアニメ『黒子のバスケ』関連曲                                                  |
| 12月11日 | 誠凛高校ミニアルバム                                                                      | 土田聡史（井上剛）、小金井慎二（江口拓也）                                                                                           | 「エンノシタ☆レギュラー」                                                                                                   | テレビアニメ『黒子のバスケ』関連曲                                                  |
| 2014年   |                                                                                           | | |                                                                                     |
| 3月19日  | EXIT TUNES PRESENTS ACTORS                                                                | 秋月甲斐（江口拓也） | 「吉原ラメント」 | キャラクターCD『ACTORS』関連曲                                                      |
| 3月19日  | EXIT TUNES PRESENTS ACTORS                                                                | 円城寺三毛（小野友樹）、秋月甲斐（江口拓也）                                                                                         | 「いーあるふぁんくらぶ」 | キャラクターCD『ACTORS』関連曲                                                      |
| 3月26日  | Naughty!!!                                                                                | X.I.P. | 「CHEAT DANCER」 「E→motion」 「Power Move」                                                                                | ゲーム『ときめきレストラン☆☆☆』関連曲                                               |
| 9月24日  | TVアニメ「LOVE STAGE!!」キャラクターソング2「PRECIOUS COLOR」                             | 一条龍馬（江口拓也） | 「PRECIOUS COLOR」 「Love or Die(song by CRUSHERZ)」                                                                        | テレビアニメ『LOVE STAGE!!』関連曲                                                  |
| 10月31日 | DYNAMIC CHORD vocalCDシリーズvol.1 [rêve parfait]                                         | [rêve parfait]［King（江口拓也）］                                                                                                   | 「Christmas Carol」 | ゲーム『DYNAMIC CHORD』関連曲                                                       |
| 2015年   |                                                                                           | | |                                                                                     |
| 3月4日   | ACTORS - Deluxe Duet Edition -                                                            | 秋月甲斐（江口拓也）、円城寺三毛（小野友樹）                                                                                         | 「チェックメイト」 | キャラクターCD『ACTORS』関連曲                                                      |
| 3月13日  | SolidS vol.1                                                                              | SolidS | 「S.N.P」 「Labyrinth」 「Exit Of Days」                                                                                    | キャラクターCD『SQ』関連曲                                                          |
| 3月18日  | EXIT TUNES PRESENTS ACTORS3 限定盤                                                        | 円城寺三毛（小野友樹）、秋月甲斐（江口拓也）、丸目千熊（木村昴）、鑑香水月（野島健児）、臼杵鷲帆（竹内良太）                         | 「千本桜」 | キャラクターCD『ACTORS』関連曲                                                      |
| 3月25日  | ALTERNATIVE!                                                                              | X.I.P. | 「Burning with U」 | ゲーム『ときめきレストラン☆☆☆』関連曲                                               |
| 3月25日  | ALTERNATIVE!                                                                              | 神崎透（江口拓也） | 「Higher!!」 | ゲーム『ときめきレストラン☆☆☆』関連曲                                               |
| 5月29日  | SolidS vol.2                                                                              | SolidS | 「TIGHT/NIGHT」 | キャラクターCD『SQ』関連曲                                                          |
| 5月29日  | SolidS vol.2                                                                              | 篁志季（江口拓也）、世良里津花（花江夏樹）                                                                                           | 「DARK MOON ANGEL」 | キャラクターCD『SQ』関連曲                                                          |
| 5月29日  | SolidS vol.2                                                                              | 篁志季（江口拓也） | 「真紅の恋、凛と惹かれ」 | キャラクターCD『SQ』関連曲                                                          |
| 7月31日  | SolidS vol.3                                                                              | SolidS | 「SEXY☆SENSE」 | キャラクターCD『SQ』関連曲                                                          |
| 7月31日  | SolidS vol.3                                                                              | 篁志季（江口拓也）、奥井翼（斉藤壮馬）                                                                                               | 「クロノア -chronoah-」 | キャラクターCD『SQ』関連曲                                                          |
| 10月30日 | SolidS vol.4                                                                              | SolidS | 「ロミオ -ROMEO-」 「どうぶつのサガ」 「Midnight Mystery」                                                                  | キャラクターCD『SQ』関連曲                                                          |
| 11月25日 | あんさんぶるスターズ！ ユニットソングCD Vol.3 fine                                        | fine | 「終わらないシンフォニア」 「RAINBOW CIRCUS」                                                                               | ゲーム『あんさんぶるスターズ！』関連曲                                              |
| 12月2日  | EXIT TUNES PRESENTS ACTORS4                                                               | 秋月甲斐（江口拓也） | 「愛言葉」 | キャラクターCD『ACTORS』関連曲                                                      |
| 12月2日  | MONSTER GENERATiON                                                                        | IDOLiSH7 | 「MONSTER GENERATiON」 「Joker Flag」 「MEMORiES MELODiES」                                                                 | ゲーム『アイドリッシュセブン』関連曲                                                |
| 12月29日 | やはりこのキャラソンはまちがっている。続                                                  | 比企谷八幡（江口拓也）with 葉山隼人（近藤隆）、戸部翔（堀井茶渡）                                                                    | 「本物が欲しければ」 | テレビアニメ『やはり俺の青春ラブコメはまちがっている。続』関連曲                    |
| 2016年   |                                                                                           | | |                                                                                     |
| 1月27日  | 2×3! 〜DUET CROSS THREE!〜                                                                | 辻魁斗（柿原徹也）＆ 神崎透（江口拓也）                                                                                              | 「SWEET JEALOUSY」 | ゲーム『ときめきレストラン☆☆☆』関連曲                                               |
| 2月3日   | Rainbow Days!                                                                             | 羽柴夏樹（松岡禎丞）、松永智也（江口拓也）、片倉恵一（島﨑信長）、直江剛（内山昂輝）                                                 | 「Rainbow Days!」 | テレビアニメ『虹色デイズ』エンディングテーマ                                        |
| 2月3日   | Rainbow Days!                                                                             | 羽柴夏樹（松岡禎丞）、松永智也（江口拓也）                                                                                           | 「Emotion」 | テレビアニメ『虹色デイズ』関連曲                                                    |
| 2月10日  | Be My Steady                                                                              | ギャラクシー・スタンダード | 「Be My Steady」 | テレビアニメ『プリンス・オブ・ストライド オルタナティブ』エンディングテーマ         |
| 2月10日  | Be My Steady                                                                              | ギャラクシー・スタンダード | 「RUSH」 | ゲーム『プリンス・オブ・ストライド』挿入歌                                          |
| 2月10日  | Be My Steady                                                                              | ギャラクシー・スタンダード | 「You're My Courage」 | ゲーム『プリンス・オブ・ストライド』エンディングテーマ                              |
| 2月24日  | TRICK★STER                                                                                | X.I.P. | 「GAME」 「Deja-Vu」 「Sincere Love」 「Just do it!」                                                                       | ゲーム『ときめきレストラン☆☆☆』関連曲                                               |
| 3月23日  | アーチ / I wanna be your knight                                                           | 松永智也（江口拓也） | 「I wanna be your knight」                                                                                                  | テレビアニメ『虹色デイズ』関連曲                                                    |
| 3月23日  | キラキラスマイル                                                                          | KiLLER KiNG | 「キラキラスマイル」 「極上フィクション」                                                                                   | 『B-PROJECT』関連曲                                                                 |
| 3月25日  | SolidS ユニットソングシリーズ COLOR [-RED-]                                               | SolidS | 「CRAZY BABY SHOW」 | キャラクターCD『SQ』関連曲                                                          |
| 3月25日  | SolidS ユニットソングシリーズ COLOR [-RED-]                                               | 篁志季（江口拓也）、村瀬大（梅原裕一郎）                                                                                             | 「Roug:e」 | キャラクターCD『SQ』関連曲                                                          |
| 3月25日  | 胡蝶の夢                                                                                  | 葵（小野賢章）、紫（木村良平）、六条（鳥海浩輔）、月夜（鈴木達央）、夕顔（江口拓也）、頭中将（前野智昭）                             | 「胡蝶の夢」 | ゲーム『源氏物語〜男女逆転恋唄〜』主題歌                                            |
| 3月30日  | IN THE NIGHT                                                                              | X.I.P. | 「Higher ground」 | ゲーム『ときめきレストラン☆☆☆』関連曲                                               |
| 3月30日  | IN THE NIGHT                                                                              | 神崎透（江口拓也） | 「Venus」 | ゲーム『ときめきレストラン☆☆☆』関連曲                                               |
| 5月27日  | SolidS ユニットソングシリーズ COLOR [-BLACK-]                                             | SolidS | 「Judas」 | キャラクターCD『SQ』関連曲                                                          |
| 6月22日  | FORBIDDEN★STAR Epicurean 1st                                                              | 戌井ケラ（江口拓也）、木戸ロミオ（増田俊樹）、御剣サエ（島﨑信長）、一色ノゾミ（鈴木裕斗）                                           | 「Check it Love!」 「CROSSLINK」                                                                                            | 『FORBIDDEN★STAR』関連曲                                                            |
| 7月7日   | NATSU☆しようぜ！                                                                          | IDOLiSH7 | 「NATSU☆しようぜ！」 | ゲーム『アイドリッシュセブン』関連曲                                                |
| 8月24日  | i7                                                                                        | IDOLiSH7 | 「Perfection Gimmick」 「GOOD NIGHT AWESOME」 「RESTERT POiNTER」 「THE FUNKY UNIVERSE」 「THANK YOU FOR YOUR EVERYTHING!」 | ゲーム『アイドリッシュセブン』関連曲                                                |
| 8月24日  | i7                                                                                        | 二階堂大和（白井悠介）、和泉三月（代永翼）、六弥ナギ（江口拓也）                                                                     | 「ピタゴラス☆ファイター」                                                                                                   | ゲーム『アイドリッシュセブン』関連曲                                                |
| 9月30日  | SolidS ユニットソングシリーズ COLOR [-WHITE-]                                             | SolidS | 「ライア・クライア」 「東京LOVEジャンキー」                                                                                 | キャラクターCD『SQ』関連曲                                                          |
| 10月26日 | マジきゅんっ！No.1☆                                                                       | ArtiSTARs | 「マジきゅんっ！No.1☆」 | テレビアニメ『マジきゅんっ！ルネッサンス』オープニングテーマ                        |
| 10月26日 | Please kiss my heart                                                                      | ArtiSTARs | 「Please kiss my heart」 | テレビアニメ『マジきゅんっ！ルネッサンス』エンディングテーマ                        |
| 10月26日 | FORBIDDEN★STAR Epicurean 2nd                                                              | 戌井ケラ（江口拓也）、木戸ロミオ（増田俊樹）、御剣サエ（島﨑信長）、一色ノゾミ（鈴木裕斗）                                           | 「Dream on Stage!」 「Nonstop Magic」                                                                                       | 『FORBIDDEN★STAR』関連曲                                                            |
| 11月16日 | Fun! Fantastic girl!                                                                      | サンリオ男子 | 「Fun! Fantastic girl!」 | ゲーム『サンリオ男子〜わたし、恋を、知りました。〜』主題歌                          |
| 11月25日 | SolidS 花鳥風月 月編                                                                      | 篁志季（江口拓也） | 「Tide -光の射す方へ-」 | キャラクターCD『SQ』関連曲                                                          |
| 12月7日  | Solo-kyun!Songs vol.4 響奏音                                                              | 響奏音（江口拓也） | 「Rainbow Star」 「ヒーロー☆コンチェルト」                                                                                  | テレビアニメ『マジきゅんっ！ルネッサンス』挿入歌                                    |
| 12月21日 | Hungry Wolf                                                                               | KiLLER KiNG | 「Hungry Wolf」 「Twinkle☆Bingo」 「永久パラダイス」                                                                        | 『B-PROJECT』関連曲                                                                 |
| 12月21日 | 無敵*デンジャラス                                                                         | B-PROJECT | 「無敵*デンジャラス」 「永久パラダイス（14 Vocal ver）」                                                                    | 『B-PROJECT』関連曲                                                                 |
| 12月21日 | 2×3! 〜DUET CROSS THREE!〜II                                                              | 音羽慎之介（岸尾だいすけ）、神崎透（江口拓也）                                                                                       | 「I’m in love」 | ゲーム『ときめきレストラン☆☆☆』関連曲                                               |
| 2017年   |                                                                                           | | |                                                                                     |
| 1月11日  | Music-kyun♪Memories                                                                       | ArtiSTARs | 「Dear my special」 「Art Session!!!!!!!」                                                                                  | テレビアニメ『マジきゅんっ！ルネッサンス』挿入歌                                    |
| 1月25日  | あんさんぶるスターズ！ ユニットソングCD 2nd Vol.09 fine                                   | fine | 「羽ばたきのフォルティシモ」 「Neo Sanctuary」                                                                              | ゲーム『あんさんぶるスターズ！』関連曲                                              |
| 2月15日  | MANKAI☆開花宣言                                                                           | A3ders! | 「MANKAI☆開花宣言」 | ゲーム『A3!』テーマソング                                                           |
| 2月22日  | DYNAMIC CHORD shuffleCD series 2nd vol.1 TRYS                                             | TRYS | 「TRY TO RISE」 | ゲーム『DYNAMIC CHORD』関連曲                                                       |
| 2月24日  | SQ ユニットソング「表裏」シリーズ 表SolidS                                                | SolidS | 「COCORO」 | キャラクターCD『SQ』関連曲                                                          |
| 3月15日  | Break it down                                                                             | KiLLER KiNG | 「Break it down」 「Ready to YOU!!」                                                                                        | 『B-PROJECT』関連曲                                                                 |
| 3月24日  | SQ X Lied vol.1 志季&柊羽                                                                 | 篁志季（江口拓也） | 「クロスノーツ」 | キャラクターCD『SQ』関連曲                                                          |
| 3月29日  | Paint it DARK                                                                             | X.I.P. | 「Don't Stop The Party」 「&Goodbye」                                                                                       | ゲーム『ときめきレストラン☆☆☆』関連曲                                               |
| 3月29日  | Paint it DARK                                                                             | 神崎透（江口拓也） | 「New universe」 | ゲーム『ときめきレストラン☆☆☆』関連曲                                               |
| 4月26日  | サンリオ男子 Birthday Memorial CD 2 長谷川康太                                            | 長谷川康太（江口拓也） | 「Happy Sunny Day」 | 『サンリオ男子』関連曲                                                              |
| 4月26日  | DYNAMIC CHORD [rêve parfait] CHECK☆MATE☆TONIGHT/K･O･I                                     | [rêve parfait]［King（江口拓也）］                                                                                                   | 「CHECK☆MATE☆TONIGHT」 「K･O･I」                                                                                            | ゲーム『DYNAMIC CHORD』関連曲                                                       |
| 5月24日  | A3! First SUMMER EP                                                                       | 夏組 | 「オレサマ☆夏summer」 | ゲーム『A3!』関連曲                                                                 |
| 5月24日  | A3! First SUMMER EP                                                                       | アリババ［皇天馬（江口拓也）］、シェヘラザード［瑠璃川幸（土岐隼一）］                                                               | 「楽園オアシス」 | ゲーム『A3!』関連曲                                                                 |
| 5月24日  | A3! First SUMMER EP                                                                       | 皇天馬（江口拓也） | 「夏のジレンマ」 | ゲーム『A3!』関連曲                                                                 |
| 6月30日  | SQ ユニットソング「表裏」シリーズ 裏SolidS                                                | SolidS | 「KARA DA KARA」 | キャラクターCD『SQ』関連曲                                                          |
| 7月7日   | Sakura Message                                                                            | IDOLiSH7 | 「Sakura Message」 「PARTY TIME TOGETHER」                                                                                  | ゲーム『アイドリッシュセブン』関連曲                                                |
| 7月19日  | S級パラダイス BLACK                                                                       | B-PROJECT | 「S級パラダイス」 | 『B-PROJECT』関連曲                                                                 |
| 7月19日  | S級パラダイス BLACK                                                                       | KiLLER KiNG | 「Blooming Festa!」 | 『B-PROJECT』関連曲                                                                 |
| 8月2日   | SPLASH SUMMER                                                                             | 3 Majesty、X.I.P. | 「Never Ever Ending」 | ゲーム『ときめきレストラン☆☆☆』関連曲                                               |
| 8月2日   | SPLASH SUMMER                                                                             | X.I.P. | 「Up&Up」 「Don't Stop The Party Special Live ver.」                                                                        | ゲーム『ときめきレストラン☆☆☆』関連曲                                               |
| 9月6日   | あんさんぶるスターズ！ ユニットソングCD 3rd Vol.03 fine                                   | fine | 「Miracle Dream Traveler」 「Tryst of Stars」                                                                               | ゲーム『あんさんぶるスターズ！』関連曲                                              |
| 10月4日  | SAKURA QUEST "BEST"                                                                       | 門田丑松（江口拓也）、織部千登勢（日笠陽子）                                                                                         | 「薔薇が咲きやがった」 | テレビアニメ『サクラクエスト』挿入歌                                                |
| 10月6日  | Burny!!!                                                                                  | SolidS | 「Burny!!!」 | テレビアニメ『TSUKIPRO THE ANIMATION』オープニングテーマ                            |
| 10月18日 | p.s. i hate you♡xxx                                                                       | [rêve parfait]［King（江口拓也）］                                                                                                   | 「p.s. i hate you♡xxx」 | テレビアニメ『DYNAMIC CHORD』オープニングテーマ                                     |
| 10月18日 | p.s. i hate you♡xxx                                                                       | [rêve parfait]［King（江口拓也）］                                                                                                   | 「-since you been gone-」                                                                                                   | テレビアニメ『DYNAMIC CHORD』関連曲                                                 |
| 11月1日  | 2×3! 〜DUET CROSS THREE!〜III                                                             | 霧島司（浪川大輔）＆ 神崎透（江口拓也）                                                                                              | 「散歩道」 | ゲーム『ときめきレストラン☆☆☆』関連曲                                               |
| 12月22日 | TSUKIPRO THE ANIMATION BD・DVD第1巻特典CD                                                 | SolidS | 「桜花爛漫」 | テレビアニメ『TSUKIPRO THE ANIMATION』エンディングテーマ                            |
| 2018年   |                                                                                           | | |                                                                                     |
| 1月24日  | Black Mirage                                                                              | X.I.P. | 「Take it easy!」 | ゲーム『ときめきレストラン☆☆☆』関連曲                                               |
| 1月24日  | Black Mirage                                                                              | 神崎透（江口拓也） | 「S!NG」 | ゲーム『ときめきレストラン☆☆☆』関連曲                                               |
| 2月14日  | TVアニメ「DYNAMIC CHORD」The four SEASONS                                                 | [rêve parfait]［King（江口拓也）］                                                                                                   | 「アクシデンタルデート」 | テレビアニメ『DYNAMIC CHORD』エンディングテーマ                                     |
| 2月14日  | TVアニメ「DYNAMIC CHORD」The four SEASONS                                                 | [rêve parfait]［King（江口拓也）］                                                                                                   | 「Dear my…」 | テレビアニメ『DYNAMIC CHORD』挿入歌                                                 |
| 2月14日  | WiSH VOYAGE                                                                               | IDOLiSH7 | 「WiSH VOYAGE」 | テレビアニメ『アイドリッシュセブン』オープニングテーマ                              |
| 2月14日  | WiSH VOYAGE                                                                               | IDOLiSH7 | 「Dancing∞BEAT!!」 | テレビアニメ『アイドリッシュセブン』挿入歌                                          |
| 2月21日  | 青春インターリュード/Now on dream!                                                        | サンリオ男子 | 「青春インターリュード」 | テレビアニメ『サンリオ男子』オープニングテーマ                                      |
| 2月21日  | 青春インターリュード/Now on dream!                                                        | サンリオ男子 | 「Now on dream!」 | テレビアニメ『サンリオ男子』エンディングテーマ                                      |
| 2月23日  | TSUKIPRO THE ANIMATION BD・DVD第3巻特典CD                                                 | SolidS | 「Back On Track」 | テレビアニメ『TSUKIPRO THE ANIMATION』エンディングテーマ                            |
| 2月28日  | Keep on chasing                                                                           | X.I.P. | 「Race of Ace」 「Hot Summer Love」                                                                                         | ゲーム『ときめきレストラン☆☆☆』関連曲                                               |
| 3月7日   | 春夏秋冬☆Blooming!                                                                        | A3ders! | 「春夏秋冬☆Blooming!」 | ゲーム『A3!』主題歌                                                                 |
| 3月18日  | ファントム・オブ・ラブ                                                                    | KiLLER KiNG | 「ファントム・オブ・ラブ」                                                                                                  | 『B-PROJECT』関連曲                                                                 |
| 3月18日  | ファントム・オブ・ラブ                                                                    | 殿弥勒（江口拓也） | 「Breaking now」 | 『B-PROJECT』関連曲                                                                 |
| 3月21日  | サンリオ男子 ORIGINAL SOUNDTRACK                                                          | サンリオ男子 | 「心に花束を」 | テレビアニメ『サンリオ男子』挿入歌                                                  |
| 4月27日  | TSUKIPRO THE ANIMATION BD・DVD第5巻特典CD                                                 | SolidS | 「運命を越える"Venga"」 | テレビアニメ『TSUKIPRO THE ANIMATION』エンディングテーマ                            |
| 5月25日  | アイドリッシュセブン BD・DVD第4巻特典CD                                                   | IDOLiSH7 | 「TODAY IS」 | テレビアニメ『アイドリッシュセブン』挿入歌                                          |
| 5月25日  | SQ SolidS RE:START シリーズ1                                                              | 篁志季（江口拓也）、奥井翼（斉藤壮馬）                                                                                               | 「LADY JOKER」 | キャラクターCD『SQ』関連曲                                                          |
| 6月15日  | TSUKIPRO THE ANIMATION BD・DVD第7巻特典CD                                                 | SOARA、Growth、SolidS、QUELL | 「Dear Dreamer,」 | テレビアニメ『TSUKIPRO THE ANIMATION』エンディングテーマ                            |
| 6月20日  | ナナツイロ REALiZE                                                                        | IDOLiSH7 | 「ナナツイロ REALiZE」 「Viva! Fantastic Life!!!!!!!」                                                                      | ゲーム『アイドリッシュセブン』関連曲                                                |
| 6月27日  | Let's make a miracle                                                                      | 3 Majesty、X.I.P. | 「Let's make a miracle」 | 劇場版『ときめきレストラン☆☆☆ MIRACLE6』メインテーマ                                |
| 6月27日  | Let's make a miracle                                                                      | X.I.P. | 「We are X.I.P.」 「Higher ground DREAM☆LIVE ver.」                                                                         | ゲーム『ときめきレストラン☆☆☆』関連曲                                               |
| 7月7日   | Welcome, Future World!!!                                                                  | Re:vale、TRIGGER、IDOLiSH7 | 「Welcome, Future World!!! (short ver.)」                                                                                   | ゲーム『アイドリッシュセブン』関連曲                                                |
| 7月16日  | 快感エブリディ                                                                            | B-PROJECT | 「快感エブリディ」 「After all this time」                                                                                  | 『B-PROJECT』関連曲                                                                 |
| 9月26日  | Noble Bullet 04 ドイツ統一戦争グループ                                                    | シャスポー（江口拓也） | 「アイソレイション」 | ゲーム『千銃士』関連曲                                                              |
| 9月26日  | アイドリッシュセブン Collection Album vol.1                                               | 二階堂大和（白井悠介）、和泉三月（代永翼）、六弥ナギ（江口拓也）、八乙女楽（羽多野渉）                                               | 「男子タルモノ！〜MATSURI〜」                                                                                               | ゲーム『アイドリッシュセブン』関連曲                                                |
| 9月26日  | PRINCE REP. COVERS COLLECTION                                                             | 神崎透（江口拓也） | 「バラの伝言」 | ゲーム『ときめきレストラン☆☆☆』関連曲                                               |
| 9月26日  | PRINCE REP. COVERS COLLECTION 豪華版                                                      | 神崎透（江口拓也）、辻魁斗（柿原徹也）                                                                                               | 「バラの伝言」 | ゲーム『ときめきレストラン☆☆☆』関連曲                                               |
| 9月26日  | PRINCE REP. COVERS COLLECTION 豪華版                                                      | 音羽慎之介（岸尾だいすけ）、神崎透（江口拓也）                                                                                       | 「Venus」 | ゲーム『ときめきレストラン☆☆☆』関連曲                                               |
| 10月3日  | A3! VIVID SUMMER EP                                                                       | 夏組 | 「夏って☆パリパリ！」 | ゲーム『A3!』関連曲                                                                 |
| 10月3日  | A3! VIVID SUMMER EP                                                                       | 秋山壮太［兵頭九門（畠中祐）］、井上遼［皇天馬（江口拓也）］                                                                         | 「Exciting Charmer!」 | ゲーム『A3!』関連曲                                                                 |
| 10月24日 | あんさんぶるスターズ！アルバムシリーズ Switch                                             | 五奇人 | 「Eccentric Party Night!!」                                                                                                 | ゲーム『あんさんぶるスターズ！』関連曲                                              |
| 11月28日 | Gravity Heart                                                                             | スバル・イチノセ（石川界人）、スバル・ビヨンド（江口拓也）                                                                           | 「DURANDAL New ver.「全てを終わらせし者」」 「DURANDAL New ver.「光と闇」」                                                 | テレビアニメ『宇宙戦艦ティラミスII』エンディングテーマ                              |
| 2019年   |                                                                                           | | |                                                                                     |
| 1月25日  | SQ SolidS RE:START シリーズ3                                                              | SolidS | 「DOPE ROCK」 | キャラクターCD『SQ』関連曲                                                          |
| 1月30日  | 絶頂*エモーション                                                                         | B-PROJECT | 「絶頂*エモーション」 | テレビアニメ『B-PROJECT〜絶頂*エモーション〜』オープニングテーマ                    |
| 1月30日  | 絶頂*エモーション                                                                         | B-PROJECT | 「光と影の時結ぶ」 | テレビアニメ『B-PROJECT〜絶頂*エモーション〜』エンディングテーマ                    |
| 1月30日  | あんさんぶるスターズ！アルバムシリーズ fine                                               | fine | 「Holy Angel's Carol」 | ゲーム『あんさんぶるスターズ！』関連曲                                              |
| 1月30日  | あんさんぶるスターズ！アルバムシリーズ fine                                               | 日々樹渉（江口拓也） | 「Amazing☆World」 | ゲーム『あんさんぶるスターズ！』関連曲                                              |
| 2月22日  | SQ SolidS RE:START シリーズ4                                                              | 篁志季（江口拓也）、世良里津花（花江夏樹）                                                                                           | 「Between the Sheets」 | キャラクターCD『SQ』関連曲                                                          |
| 3月13日  | W'z《ウィズ》キャラクターソング・アルバム                                                 | ガイ（江口拓也）、マサタカ（山上佳之介）                                                                                             | 「a pile of stars」 | テレビアニメ『W'z《ウィズ》』関連曲                                                 |
| 3月13日  | W'z《ウィズ》キャラクターソング・アルバム                                                 | ガイ（江口拓也） | 「a pile of stars（満寿田ムーブマン remix）」                                                                               | テレビアニメ『W'z《ウィズ》』関連曲                                                 |
| 3月27日  | B-PROJECT〜絶頂*エモーション〜 BD・DVD第1巻特典CD                                         | KiLLER KiNG | 「光と影の時結ぶ」 | テレビアニメ『B-PROJECT〜絶頂*エモーション〜』エンディングテーマ                    |
| 3月27日  | B-PROJECT〜絶頂*エモーション〜 BD・DVD第1巻特典CD                                         | KiLLER KiNG | 「Love Winner」 | テレビアニメ『B-PROJECT〜絶頂*エモーション〜』挿入歌                                |
| 3月27日  | B-PROJECT〜絶頂*エモーション〜 BD・DVD第1巻特典CD                                         | THRIVE、KiLLER KiNG | 「Juggler」 | テレビアニメ『B-PROJECT〜絶頂*エモーション〜』挿入歌                                |
| 3月27日  | Sunlight                                                                                  | X.I.P. | 「I wanna be your hero」 「My First Love」                                                                                  | ゲーム『ときめきレストラン☆☆☆』関連曲                                               |
| 6月20日  | Wonderful Octave 六弥ナギ                                                                 | 六弥ナギ（江口拓也） | 「June is Natural」 「Wonderful Octave」                                                                                    | ゲーム『アイドリッシュセブン』関連曲                                                |
| 6月26日  | A3! BRIGHT SUMMER EP                                                                      | 夏組 | 「Ever☆Blooming!」 | ゲーム『A3!』関連曲                                                                 |
| 7月26日  | SQ SolidS RE:START シリーズ6                                                              | SolidS | 「I AM A BARTENDER」 | キャラクターCD『SQ』関連曲                                                          |
| 8月14日  | Stars' Ensemble!                                                                          | 夢ノ咲ドリームスターズ | 「Stars' Ensemble!」 | テレビアニメ『あんさんぶるスターズ！』オープニングテーマ                            |
| 8月23日  | PHANTASY STAR ONLINE 2 キャラクターソングCD〜Song Festival〜V                             | ピエトロ（江口拓也） | 「ピエトロ 愛の行進曲」 | ゲーム『ファンタシースターオンライン2』関連曲                                       |
| 8月28日  | B-PROJECT〜絶頂*エモーション〜 BD・DVD第6巻特典CD                                         | KiLLER KiNG | 「DIVE INTO THE WORLD」 | テレビアニメ『B-PROJECT〜絶頂*エモーション〜』挿入歌                                |
| 8月28日  | B-PROJECT〜絶頂*エモーション〜 BD・DVD第6巻特典CD                                         | B-PROJECT | 「あえて言葉にするなら」 | テレビアニメ『B-PROJECT〜絶頂*エモーション〜』挿入歌                                |
| 9月25日  | A3! BLOOMING LIVE 2019 Amazon特典CD                                                       | 皇天馬（江口拓也） | 「春夏秋冬☆Blooming!」 | ゲーム『A3!』関連曲                                                                 |
| 10月2日  | EXIT TUNES PRESENTS ACTORS7                                                               | 秋月甲斐（江口拓也） | 「タイムマシン」 | キャラクターCD『ACTORS』関連曲                                                      |
| 10月2日  | EXIT TUNES PRESENTS ACTORS7 通常盤                                                        | 円城寺三毛（小野友樹）、丸目千熊（木村昴）、秋月甲斐（江口拓也）、臼杵鷲帆（竹内良太）                                               | 「神のまにまに」 | キャラクターCD『ACTORS』関連曲                                                      |
| 10月23日 | あんさんぶるスターズ！ EDテーマ集 VOL.03                                                  | fine | 「始まりのファンタジア」 | テレビアニメ『あんさんぶるスターズ！』エンディングテーマ                            |
| 10月30日 | INAZUMA SHOCK                                                                             | 考古学部 | 「INAZUMA SHOCK」 | テレビアニメ『ACTORS -Songs Connection-』エンディングテーマ                         |
| 11月6日  | ACTORS -Songs Connection- キャラクターソング Vol.2 秋月甲斐                               | 秋月甲斐（江口拓也） | 「マジカルスパイスランデブー 〜僕のカレーは世界一〜」                                                                       | テレビアニメ『ACTORS -Songs Connection-』関連曲                                     |
| 11月6日  | ACTORS -Songs Connection- キャラクターソング Vol.2 秋月甲斐                               | 秋月甲斐（江口拓也） | 「風待ちハローワールド［リアレンジ］」                                                                                      | テレビアニメ『ACTORS -Songs Connection-』挿入歌                                     |
| 11月13日 | 10秒ミライ                                                                                | KiLLER KiNG | 「10秒ミライ」 「ケセラセッラ」                                                                                             | 『B-PROJECT』関連曲                                                                 |
| 12月18日 | A3! MIX SEASONS LP                                                                        | 葉山［碓氷真澄（白井悠介）］、古賀［皇天馬（江口拓也）］                                                                             | 「Professional」 | ゲーム『A3!』関連曲                                                                 |
| 2020年   |                                                                                           | | |                                                                                     |
| 1月15日  | 好きすぎてやばい。〜告白実行委員会キャラクターソング集〜                                  | HoneyWorks feat. 柴崎健（江口拓也）                                                                                                  | 「生意気ハニー」 「イジワルな出会い」                                                                                       | 『告白実行委員会〜恋愛シリーズ〜』関連曲                                            |
| 2月5日   | Act! Addict! Actors!                                                                      | A3ders! | 「Act! Addict! Actors!」 | テレビアニメ『A3!』オープニングテーマ                                               |
| 2月5日   | Act! Addict! Actors!                                                                      | 皇天馬（江口拓也） | 「Act! Addict! Actors!」 | テレビアニメ『A3!』関連曲                                                           |
| 3月25日  | KING of CASTE〜Bird in the Cage〜                                                         | B-PROJECT | 「Who is the King?」 | ドラマCD『KING of CASTE〜Bird in the Cage〜』挿入歌                                 |
| 3月25日  | KING of CASTE〜Bird in the Cage〜 獅子堂高校ver.                                          | 獅子堂高校 | 「I for you」 | ドラマCD『KING of CASTE〜Bird in the Cage〜』挿入歌                                 |
| 3月25日  | Soul Journey                                                                              | X.I.P. | 「Let's make a miracle starring X.I.P.」 「Let me love you」                                                                | ゲーム『ときめきレストラン☆☆☆』関連曲                                               |
| 4月24日  | SQ「CARDS」シリーズ 2巻 SolidS「DIAMOND」                                                 | SolidS | 「GAME IS MINE」 「Timeless」                                                                                               | キャラクターCD『SQ』関連曲                                                          |
| 5月20日  | Home/オレンジ・ハート                                                                     | 夏組 | 「オレンジ・ハート」 | テレビアニメ『A3!』エンディングテーマ                                               |
| 5月20日  | ACTORS-Singing Contest Edition-sideB                                                      | 秋月甲斐（江口拓也） | 「少女レイ」 | キャラクターCD『ACTORS』関連曲                                                      |
| 7月29日  | あんさんぶるスターズ!! ESアイドルソング season1 fine                                      | fine | 「The Tempest Night」 「BRAND NEW STARS!!」                                                                                 | ゲーム『あんさんぶるスターズ!!』関連曲                                              |
| 8月26日  | BRAND NEW STARS!!                                                                         | ESオールスターズ | 「BRAND NEW STARS!!」 | ゲーム『あんさんぶるスターズ!!』主題歌                                              |
| 8月26日  | BRAND NEW STARS!!                                                                         | ESオールスターズ | 「Walk with your smile」 | ゲーム『あんさんぶるスターズ!!』関連曲                                              |
| 8月26日  | DiSCOVER THE FUTURE                                                                       | IDOLiSH7 | 「DiSCOVER THE FUTURE」 | テレビアニメ『アイドリッシュセブン Second BEAT!』オープニングテーマ                 |
| 8月26日  | DiSCOVER THE FUTURE                                                                       | IDOLiSH7 | 「Everyday Yeah!」 | テレビアニメ『アイドリッシュセブン Second BEAT!』関連曲                             |
| 8月28日  | Dear Dreamer, ver.SolidS                                                                  | SolidS | 「Dear Dreamer,」 | テレビアニメ『TSUKIPRO THE ANIMATION』関連曲                                        |
| 10月21日 | Circle of Seasons                                                                         | A3ders! | 「Circle of Seasons」 | テレビアニメ『A3!』オープニングテーマ                                               |
| 10月21日 | Circle of Seasons                                                                         | 皇天馬（江口拓也） | 「Circle of Seasons」 | テレビアニメ『A3!』関連曲                                                           |
| 10月30日 | SQ Neo X Lied vol.1 志季&壱星                                                             | 篁志季（江口拓也）、久我壱星（仲村宗悟）                                                                                             | 「ONE WILL」 | キャラクターCD『SQ』関連曲                                                          |
| 11月11日 | Good Liar                                                                                 | KiLLER KiNG | 「Good Liar」 「虹色プリズム」                                                                                              | 『B-PROJECT』関連曲                                                                 |
| 11月25日 | 婚約戦争 feat.瀬戸口優×望月蒼太×芹沢春輝/さみしがりや feat.柴崎健×柴崎愛蔵                | HoneyWorks feat.柴崎健（江口拓也）、柴崎愛蔵（島﨑信長）                                                                             | 「さみしがりや」 | ゲーム『HoneyWorks Premium Live』オープニングテーマ                                 |
| 11月27日 | やはりこのキャラソンはまちがっている。完                                                  | 比企谷八幡（江口拓也） | 「無様な青春を」 | テレビアニメ『やはり俺の青春ラブコメはまちがっている。完』関連曲                    |
| 11月27日 | やはりこのキャラソンはまちがっている。完                                                  | MCわたりん（渡航）with MCえぐ（江口拓也）&MCちゃど（堀井茶渡）                                                                       | 「君がいるから」 | テレビアニメ『やはり俺の青春ラブコメはまちがっている。完』関連曲                    |
| 12月2日  | Supernova                                                                                 | B-PROJECT | 「Supernova Explosion」 | 『B-PROJECT』関連曲                                                                 |
| 12月2日  | Supernova 守護部零壱獣脚隊ver.                                                            | 守護部零壱獣脚隊 | 「ROAR」 | 『B-PROJECT』関連曲                                                                 |
| 2021年   |                                                                                           | | |                                                                                     |
| 1月6日   | ACTORS – Deluxe Dream Edition –                                                           | 鑑香水月（野島健児）、秋月甲斐（江口拓也）                                                                                           | 「ゴーストルール」 | キャラクターCD『ACTORS』関連曲                                                      |
| 1月13日  | BEYOND THE SHiNE                                                                          | TRIGGER、IDOLiSH7 | 「激情」 | テレビアニメ『アイドリッシュセブン Second BEAT!』挿入歌                             |
| 3月24日  | A3! EVER LASTING LP                                                                       | クロウ［皇天馬（江口拓也）］、ベンケイ［皆木綴（西山宏太朗）］                                                                       | 「ITTEKI〜義経異聞録〜」 | ゲーム『A3!』関連曲                                                                 |
| 4月7日   | アイドリッシュセブン Collection Album vol.2                                               | Re:vale、IDOLiSH7 | 「Happy Days Creation!」 | ゲーム『アイドリッシュセブン』関連曲                                                |
| 4月7日   | アイドリッシュセブン Collection Album vol.2                                               | 二階堂大和（白井悠介）、和泉三月（代永翼）、六弥ナギ（江口拓也）                                                                     | 「My Friend」 | ゲーム『アイドリッシュセブン』関連曲                                                |
| 6月9日   | あんさんぶるスターズ!! ESアイドルソング season2 fine                                      | fine | 「恋はプリマヴェーラ！」 「Never-ending Stage!!!!」                                                                         | ゲーム『あんさんぶるスターズ!!』関連曲                                              |
| 6月23日  | FUSIONIC STARS!!                                                                          | ESオールスターズ | 「FUSIONIC STARS!!」 | ゲーム『あんさんぶるスターズ!!』関連曲                                              |
| 7月9日   | LOVE 'Em ALL                                                                              | SolidS | 「LOVE 'Em ALL」 | テレビアニメ『TSUKIPRO THE ANIMATION 2』主題歌                                      |
| 8月4日   | THE POLiCY                                                                                | IDOLiSH7 | 「THE POLiCY」 | テレビアニメ『アイドリッシュセブン Third BEAT!』オープニングテーマ                  |
| 8月4日   | THE POLiCY                                                                                | IDOLiSH7 | 「NAGISA Night Temperature」                                                                                                | テレビアニメ『アイドリッシュセブン Third BEAT!』関連曲                              |
| 10月6日  | 残酷シャングリラ/BLOODY KISS/玉座のGEMINI                                                 | LOS†EDEN | 「BLOODY KISS」 | テレビアニメ『ヴィジュアルプリズン』エンディングテーマ                              |
| 10月6日  | 6つのカケラ                                                                               | 折川悠李（仲村宗悟）、峰岸忍（増田俊樹）、加賀谷晴輝（古川慎）、四ノ森明希人（西山宏太朗）、郡司薫（斉藤壮馬）、佐山正宗（江口拓也） | 「6つのカケラ」 | ボイスドラマ『メゾン ハンダース』主題歌                                             |
| 10月20日 | A3! SUNNY SUMMER EP                                                                       | 皇天馬（江口拓也） | 「Sunflowers」 | ゲーム『A3!』関連曲                                                                 |
| 10月23日 | あんさんぶるスターズ!! FUSION UNIT SERIES 04 Trickstar × fine                             | Trickstar、fine | 「Crossing×Heart」 | ゲーム『あんさんぶるスターズ!!』関連曲                                              |
| 10月23日 | あんさんぶるスターズ!! FUSION UNIT SERIES 04 Trickstar × fine                             | fine | 「FUSIONIC STARS!!」 | ゲーム『あんさんぶるスターズ!!』関連曲                                              |
| 10月27日 | 流星*ファンタジア                                                                         | B-PROJECT | 「流星*ファンタジア」 「Blue period」 「Seize your light」                                                                  | ゲーム『B-PROJECT 流星*ファンタジア』主題歌                                         |
| 11月3日  | Knights of Chivalry 〜誓いのフェードラッヘ〜                                              | ランスロット（小野友樹）、ヴェイン（江口拓也）、ジークフリート（井上和彦）、パーシヴァル（逢坂良太）                                 | 「Knights of Chivalry 〜誓いのフェードラッヘ〜」 「キミとボクのミライ」                                                     | ゲーム『グランブルーファンタジー』関連曲                                            |
| 11月17日 | B with U ブレイブver.                                                                     | KiLLER KiNG | 「Manifest」 | 『B-PROJECT』関連曲                                                                 |
| 11月17日 | B with U ブレイブver.                                                                     | キタコレ、KiLLER KiNG | 「Vectorial」 | 『B-PROJECT』関連曲                                                                 |
| 11月26日 | TSUKIPRO THE ANIMATION2 BD・DVD第1巻特典CD                                                | SolidS | 「KAN-ZEN-OFF-MODE」 | テレビアニメ『TSUKIPRO THE ANIMATION2』エンディングテーマ                           |
| 12月15日 | ヴィジュアルプリズン BD・DVD第1巻特典CD                                                   | ECLIPSE | 「ギルティ†クロス」 | テレビアニメ『ヴィジュアルプリズン』挿入歌                                          |
| 2022年   |                                                                                           | | |                                                                                     |
| 1月12日  | Opus                                                                                      | IDOLiSH7 | 「Boys & Girls」 「Everything is up to us」                                                                                 | ゲーム『アイドリッシュセブン』関連曲                                                |
| 1月28日  | TSUKIPRO THE ANIMATION2 BD・DVD第3巻特典CD                                                | 在原守人（小野友樹）、神楽坂宗司（古川慎）、八重樫剣介（山谷祥生）、桜庭涼太（山下大輝）、篁志季（江口拓也）、奥井翼（斉藤壮馬）     | 「名残鬼」 | テレビアニメ『TSUKIPRO THE ANIMATION2』エンディングテーマ                           |
| 2月23日  | あんさんぶるスターズ!! ESアイドルソング Extra fine & Eden                                 | fine | 「Feathers of Ark」 | ゲーム『あんさんぶるスターズ!!』関連曲                                              |
| 3月23日  | ヴィジュアルプリズン BD・DVD第4巻特典CD                                                   | サガ・ラトゥール（江口拓也） | 「K or K」 | テレビアニメ『ヴィジュアルプリズン』挿入歌                                          |
| 3月23日  | ANGELIST/SACRIFICE/ROYAL CROWN                                                            | LOS†EDEN | 「SACRIFICE」 | テレビアニメ『ヴィジュアルプリズン』挿入歌                                          |
| 4月29日  | TSUKIPRO THE ANIMATION2 BD・DVD第6巻特典CD                                                | SolidS | 「髪飾りとコサージュ」 | テレビアニメ『TSUKIPRO THE ANIMATION2』エンディングテーマ                           |
| 4月29日  | TSUKIPRO THE ANIMATION2 BD・DVD第6巻特典CD                                                | 大原空（豊永利行）、藤村衛（寺島惇太）、篁志季（江口拓也）、和泉柊羽（武内駿輔）                                                     | 「Element」 | テレビアニメ『TSUKIPRO THE ANIMATION2』エンディングテーマ                           |
| 9月28日  | ヒロインたるもの！〜嫌われヒロインと内緒のお仕事〜 BD / DVD 第3巻完全生産限定版特典特典CD | HoneyWorks feat. 榎本虎太朗（花江夏樹）、柴崎健（江口拓也）                                                                          | 「ロメオ」 | テレビアニメ『ヒロインたるもの!〜嫌われヒロインと内緒のお仕事〜』エンディングテーマ |
| 2023年   |                                                                                           | | |                                                                                     |
| 3月15日  | ねぇ、好きって痛いよ。 〜告白実行委員会キャラクターソング集〜                             | HoneyWorks feat. 柴崎健（江口拓也）                                                                                                  | 「女の子の愛って何？」 | 『告白実行委員会〜恋愛シリーズ〜』関連曲                                            |
| 3月17日  | あんさんぶるスターズ!! シャッフルユニットソングコレクション vol.03                        | Puffy☆Bunny | 「パラダイム・リバーシ！」                                                                                                  | ゲーム『あんさんぶるスターズ!!』関連曲                                              |
| 2024年   |                                                                                           | | |                                                                                     |
| 4月18日  | From Season to Season!                                                                    | A3ders! & KICS | 「From Season to Season!」                                                                                                  | ゲーム『A3! 』第四部主題歌                                                          |
| 6月26日  | Stars' Ensemble!                                                                          | 夢ノ咲ドリームスターズ | 「Stars' Ensemble!」 | ゲーム『あんさんぶるスターズ!!』関連曲                                              |
| 6月26日  | BRAND NEW STARS!!                                                                         | ESオールスターズ | 「BRAND NEW STARS!!」 「Walk with your smile」                                                                              | ゲーム『あんさんぶるスターズ!!』関連曲                                              |
| 6月26日  | FUSIONIC STARS!!                                                                          | ESオールスターズ | 「FUSIONIC STARS!!」 | ゲーム『あんさんぶるスターズ!!』関連曲                                              |

### その他参加楽曲
| 発売日         | 商品名                                                           | 歌 | 楽曲                       | 備考                                                                     |
| -------------- | ---------------------------------------------------------------- | --- | -------------------------- | ------------------------------------------------------------------------ |
| 2015年10月28日 | オノパラダイスキ！                                               | オノパラダイスカファミリー                                                                                         | 「オノパラダイスキ！」     | ラジオ番組『小野友樹のオノパラ！』テーマ                                 |
| 2017年6月30日  | 江口拓也の俺癒&西山宏太朗の健僕 主題歌集                         | 江口拓也、西山宏太朗                                                                                               | 「君に続く旅」             | テレビ番組『江口拓也の俺たちだって癒されたい！』エンディングテーマ       |
| 2017年6月30日  | 江口拓也の俺癒&西山宏太朗の健僕 主題歌集                         | 江口拓也、西山宏太朗                                                                                               | 「オレンジスカイ」         | テレビ番組『江口拓也の俺たちだってもっと癒されたい！』エンディングテーマ |
| 2017年6月30日  | 江口拓也の俺癒&西山宏太朗の健僕 主題歌集                         | Tバッカーズ | 「Stand by you!」          | テレビ番組『江口拓也の俺たちだっても〜っと癒されたい！』挿入歌           |
| 2018年3月7日   | MUSICALOID #38                                                   | 神田沙也加 with 速水奨、江口拓也、新田恵海                                                                         | 「Crazy ∞ nighT」          | 神田沙也加、ボカロカバーアルバム                                         |
| 2018年9月19日  | Disney 声の王子様 Voice Stars Dream Selection                    | 江口拓也 | 「アンダー・ザ・シー」     |                                                                          |
| 2018年9月19日  | Disney 声の王子様 Voice Stars Dream Selection                    | 石川界人、上村祐翔、江口拓也、小野賢章、佐藤拓也、武内駿輔、畠中祐、羽多野渉、花江夏樹、日野聡、前野智昭、山下大輝 | 「ミッキーマウス・マーチ」 |                                                                          |
| 2018年9月19日  | Disney 声の王子様 Voice Stars Dream Selection アニミュゥモ特典CD | 江口拓也 | 「ミッキーマウス・マーチ」 |                                                                          |
| 2019年11月22日 | Disney 声の王子様 Voice Stars Dream Live 2019 特典CD             | 上村祐翔、江口拓也、小野賢章、山下大輝                                                                             | 「トライ・エヴリシング」   |                                                                          |
| 2019年11月22日 | Disney 声の王子様 Voice Stars Dream Live 2019 特典CD             | 石川界人、上村祐翔、江口拓也、小野賢章、佐藤拓也、武内駿輔、畠中祐、羽多野渉、花江夏樹、日野聡、前野智昭、山下大輝 | 「星に願いを」             |                                                                          |
| 2019年11月22日 | Disney 声の王子様 Voice Stars Dream Live 2019 アニミュゥモ特典CD | 江口拓也 | 「星に願いを」             |                                                                          |

## 書籍

### 写真集
- 江口拓也ファーストフォトブック「MEET」（2016年11月19日、ワニブックス）ISBN 978-4-8470-4875-3
- 江口拓也のモテ服PRESSコンプリートフォトBOOK（2017年7月28日、秋田書店）ISBN 978-4-253-01095-5

### 雑誌連載
- 「江口拓也の山手線全駅制覇 モテ服PRESS」（2012年9月 - 2017年5月、声優パラダイスvol.13 - 声優パラダイスR vol.19）[492][493]

### 4コマ漫画
- 江口拓也の概念惑星図鑑（2018年5月22日、KADOKAWA）※ドラマCD付属 ISBN 978-4-04-893811-2